# TGV

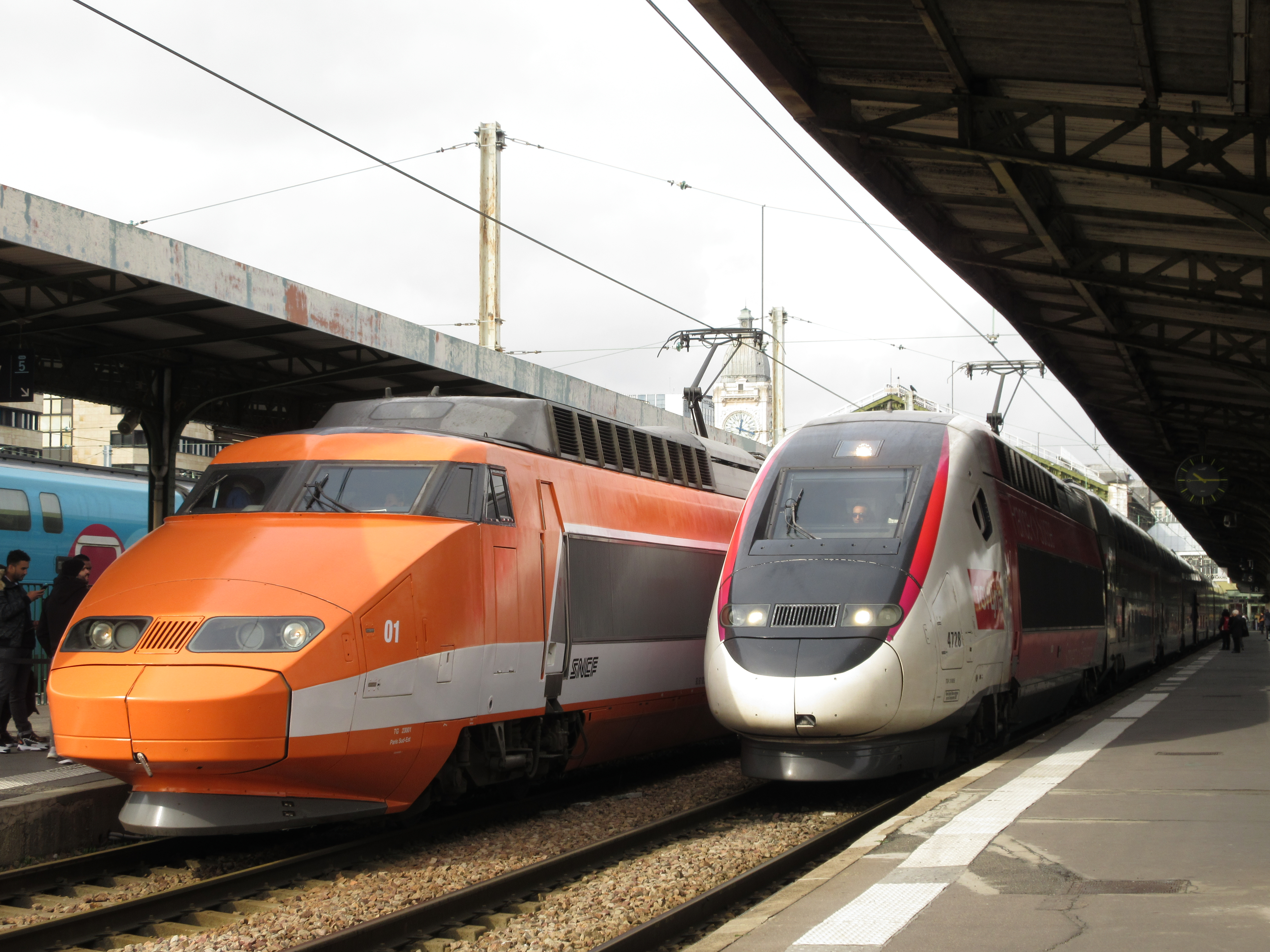
Triebkopf in Originalfarben (TGV Sud-Est) des Vorserienzugs 01 und TGV Duplex in der Farbgebung Lyria im Pariser Kopfbahnhof Gare de Lyon (2020)

TGV [teʒe've] (Akronym von französisch train à grande vitesse ‚Hochgeschwindigkeitszug‘) ist die Bezeichnung für verschiedene Baureihen von Zügen des Herstellers Alstom, die für den Hochgeschwindigkeitsverkehr der französischen Staatsbahn SNCF eingesetzt werden. Die Wortmarke TGV wurde von der SNCF bis 2017 auch als Zuggattung gebraucht. Um die Züge und den Service zu unterscheiden, werden Verbindungen mit dem TGV seither unter der Marke «inOui» ‚unerhört‘, ‚beispiellos‘, vermarktet; daneben werden Leistungen mit TGV-Zügen durch die SNCF unter der niederpreisigen Marke Ouigo angeboten. Verschiedene Baureihen des TGV und Geschwisterzüge von Thalys und Eurostar International verkehren in Frankreich und dessen Nachbarländern sowie den Niederlanden und Großbritannien. Auf dem TGV basierende Züge verkehren in Südkorea (KTX) und Spanien (Renfe-Baureihe 100, siehe unten).
TGV-Züge stellten mehrmals Geschwindigkeitsweltrekorde auf. Die Höchstgeschwindigkeit im Regelbetrieb beträgt, je nach Strecke und Baureihe, bis zu 320 km/h. Geschwindigkeiten dieser Größenordnung lassen sich in aller Regel nur auf eigens dafür errichteten Schnellfahrstrecken erreichen. Die Gesamtlänge dieser lignes à grande vitesse (LGV) beträgt rund 2734 Kilometer. Die erste wurde 1981 zwischen Paris und Lyon eröffnet und erwies sich umgehend als großer kommerzieller Erfolg. Zwischen den angebundenen Städten haben die Reisen per TGV aufgrund der Zeitersparnis die Flugreisen weitgehend verdrängt.

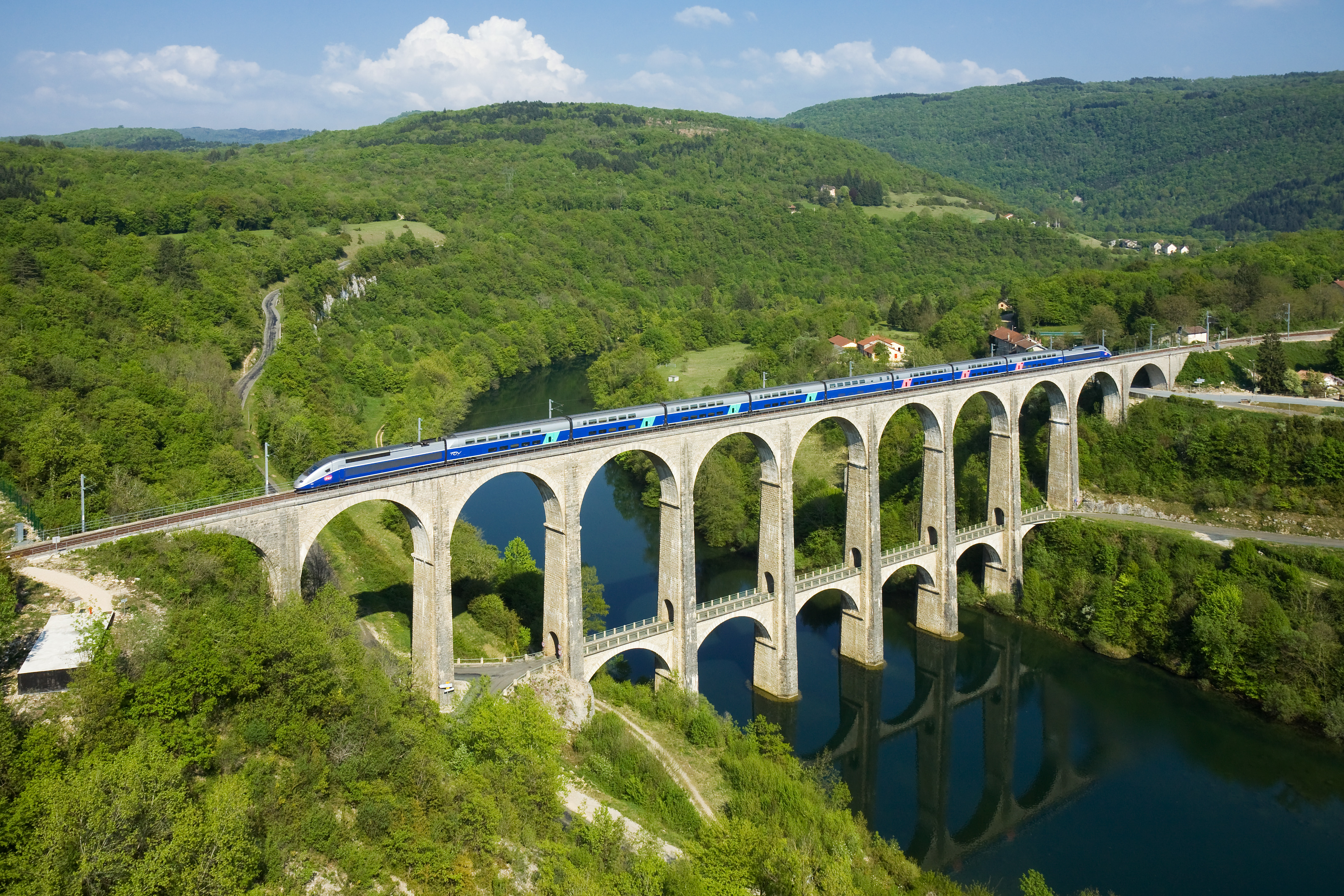
TGV Duplex auf dem Cize-Bolozon-Viadukt über den Ain

## Geschichte
| Jahr                                                               | Passagiere (Mio.) |
| ------------------------------------------------------------------ | ----------------- |
| 1981                                                               | 1,26              |
| 1982                                                               | 6,08              |
| 1983                                                               | 9,20              |
| 1984                                                               | 13,77             |
| 1985                                                               | 15,38             |
| 1986                                                               | 15,57             |
| 1987                                                               | 16,97             |
| 1988                                                               | 18,10             |
| 1989                                                               | 19,16             |
| 1990                                                               | 29,93             |
| 1991                                                               | 37,00             |
| 1992                                                               | 39,30             |
| 1993                                                               | 40,12             |
| 1994 *                                                             | 43,91             |
| 1995                                                               | 46,59             |
| 1996                                                               | 55,73             |
| 1997 **                                                            | 62,60             |
| 1998                                                               | 71,00             |
| 1999                                                               | 74,00             |
| 2000                                                               | 79,70             |
| 2001                                                               | 83,50             |
| 2002                                                               | 87,90             |
| 2003                                                               | 86,70             |
| 2004                                                               | 90,80             |
| 2005                                                               | 94,00             |
| 2007                                                               | 100,00            |
| 2013                                                               | 125,00            |
| 2016                                                               | 100,00            |
| 2017                                                               | 110,00            |
| * ab 1994 einschließlich Eurostar ** ab 1997 einschließlich Thalys |                   |

### Vorgeschichte
Schon früh galt Frankreich als das Land der schnellen Züge. 1955 stellte die SNCF anlässlich von Versuchsfahrten in Südwestfrankreich den Geschwindigkeits-Weltrekord von 331 km/h für Schienenfahrzeuge auf. Ab 1967 wurde im kommerziellen Betrieb die Höchstgeschwindigkeit von 200 km/h eingeführt, zunächst zwischen Paris und Toulouse („Le Capitole“) und wenig später auch zwischen Paris und Bordeaux („L’Aquitaine“ und „L’Etendard“). Auf letzterer Verbindung wurden Reisegeschwindigkeiten bis 145 km/h erreicht, was für konventionelle Strecken wiederum Weltrekord bedeutete. Eine weitere Erhöhung der Höchstgeschwindigkeit auf 220 km/h wurde für die Schnellfahrabschnitte der Strecke nach Toulouse ins Auge gefasst. Damit schienen die mit konventionellen Zügen und Strecken gegebenen Möglichkeiten ausgeschöpft.
Ab Ende der 1950er-Jahre konkretisierte sich, neben anderen technischen Prestigeprojekten, die Entwicklung verschiedener Schnellverkehrssysteme auf der Basis neuer, zumeist berührungsfreier Fortbewegungstechniken. In Frankreich stand dabei bis 1974 die Luftkissenbahn Aérotrain im Vordergrund. Parallel dazu befasste sich die staatliche Bahngesellschaft SNCF mit der Konzeption eines Schnellverkehrs auf konventionellen Stahlschienen, aber mit teilweise neu zu erstellenden Strecken und neuartigen Fahrzeugen.

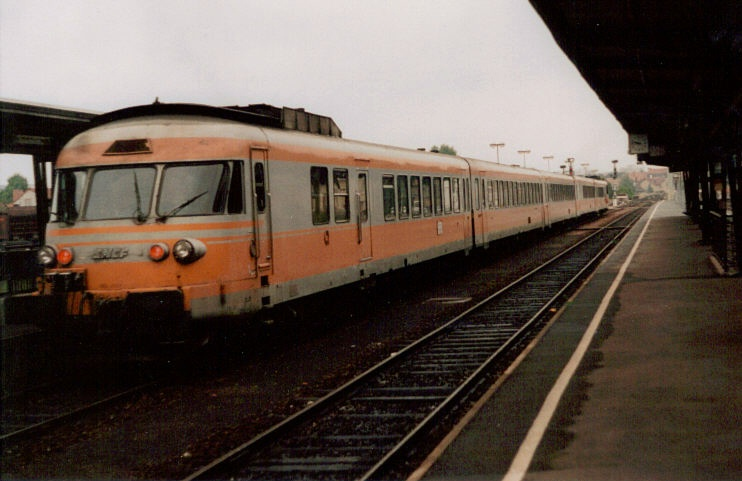
Fünfteiliger RTG-Gasturbinenzug

Dabei war ursprünglich vorgesehen, dass diese „TGV“-Züge – damals stand die Abkürzung für très grande vitesse ‚sehr hohe Geschwindigkeit‘, bzw. turbine grande vitesse ‚Hochgeschwindigkeitsturbine‘ – mit Gasturbinen ausgerüstet werden sollten. Grund dafür war einerseits, dass die Strecke so kostengünstig wie möglich konzipiert werden sollte, und andererseits, dass die Machbarkeit einer zuverlässigen Energiezufuhr über die Fahrleitung und Stromabnehmern bei Geschwindigkeiten von über 200 km/h damals nicht gesichert war. Gasturbinen versprachen bei relativ geringer Größe ein günstiges Leistungsgewicht und die Aufrechterhaltung einer großen Leistung über einen längeren Zeitraum hinweg. Die Technologie wurde im Versuchsfahrzeug TGS (Turbine à Gaz Spéciale) zur Einsatzreife entwickelt und in den Triebzugbaureihen ETG (Elément à Turbine à Gaz) und RTG (Rame à Turbine à Gaz) den Belastungen des Alltagsbetriebs ausgesetzt. Ähnlich wie etwa die französische Nukleartechnik, das Gezeitenkraftwerk von Saint-Malo, die Concorde oder das Passagierschiff „France“ wurde auch der Gasturbinentechnik eine hohe symbolische Bedeutung als Aushängeschild französischer Ingenieurskunst beigemessen.
Der ab 1972 getestete erste TGV-Prototyp TGV 001 war als Gasturbinenzug konzipiert. Das äußere Erscheinungsbild (einschließlich der markanten Zugnase) wurde, wie auch die Inneneinrichtung, vom Designer Jacques Cooper entworfen. Die SNCF testete mit diesem Zug in 5227 Versuchsfahrten die neuen Bremsen, die nötig waren, um die hohe kinetische Energie im Hochgeschwindigkeitsbereich abbauen zu können, aber auch Aspekte des Luftwiderstandes und des Signalsystems. Weiterhin wurde deutlich, dass sich mit (zwischen zwei Wagen platzierten) Jakobs-Drehgestellen eine bessere Laufruhe ergibt als mit klassischen Drehgestellen an den beiden Wagenenden.
Bedingt durch die Ölkrise von 1973 erschien der Gasturbinenantrieb allerdings nicht mehr als zukunftsträchtige Lösung, zumal die elektrische Traktion durch den Bau zahlreicher Kernkraftwerke ihrerseits billiger geworden war. Relativ kurzfristig wurde 1974 das elektrische Versuchsfahrzeug Zébulon hergerichtet, mit dessen Hilfe eine befriedigende Lösung des Stromabnahmeproblems erarbeitet werden konnte.
1974 gab Präsident Georges Pompidou grünes Licht für die Umsetzung des TGV-Konzepts, und Premierminister Pierre Messmer verfügte die Bereitstellung der nötigen Geldmittel für den Bau einer ersten TGV-Strecke zwischen Paris und Lyon, die die Bezeichnung LN1 – Ligne Nouvelle 1 (neue Linie 1) erhielt (heute heißt sie LGV Sud-Est). Bereits im Dezember 1976 begann bei Écuisses im Département Saône-et-Loire der Bau dieser nur für die TGV entworfenen Hochgeschwindigkeitsstrecke. 1978 konnten die ersten zwei Vorserienzüge in Dienst gestellt und getestet werden. Nach weiteren Modifikationen wurde die erste Serieneinheit am 25. April 1980 ausgeliefert.

### Betriebsaufnahme 1981

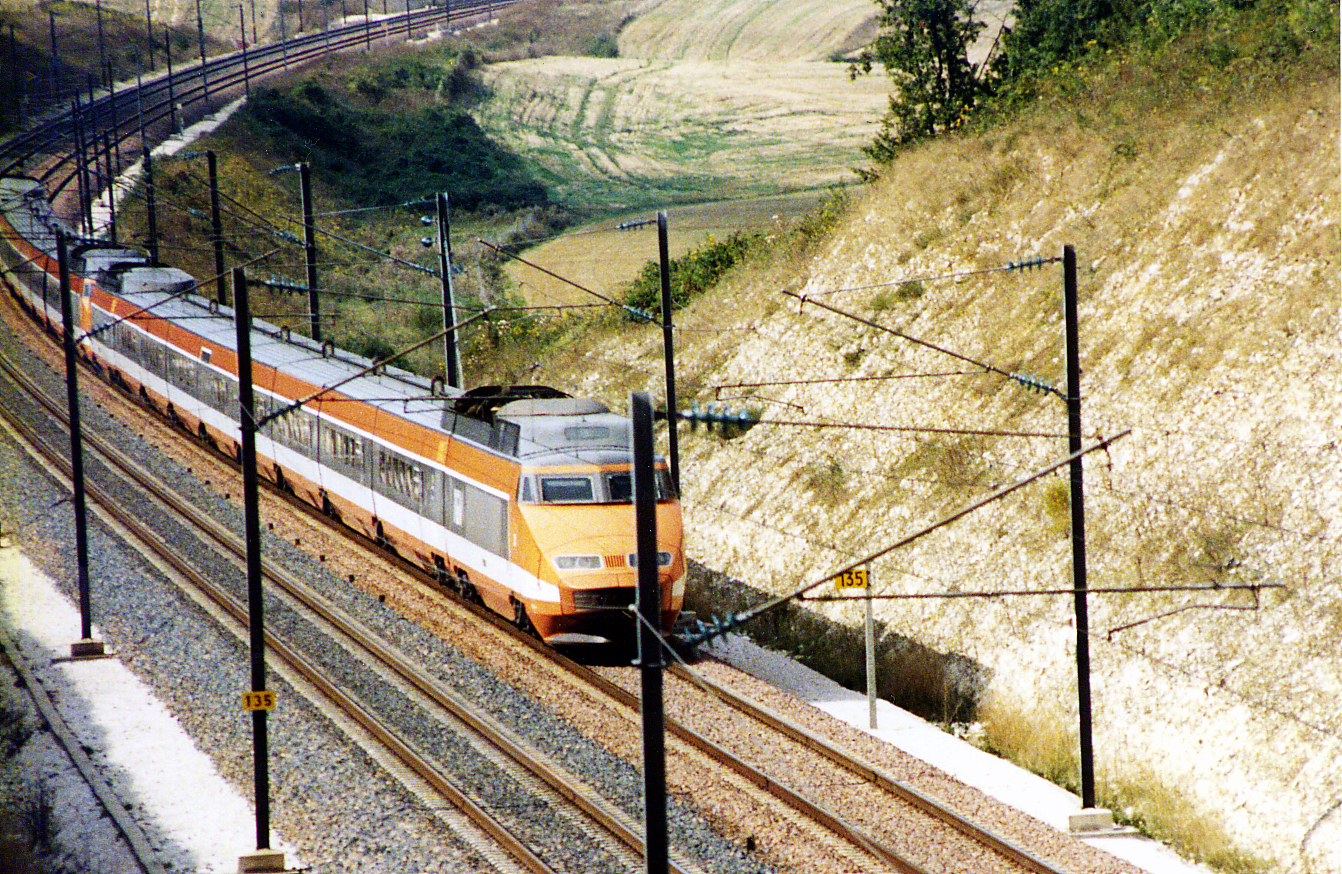
Ein TGV Sud-Est im klassischen Orange (1987)

Das von Ende 2000 bis Juli 2012 verwendete Logo des TGV

Am 22. September 1981 weihte Staatspräsident François Mitterrand das erste Teilstück der neuen Strecke ein, mit dem Fahrplanwechsel vom 27. Februar 1982 wurde sodann der kommerzielle Betrieb aufgenommen. Der ursprüngliche Kundenbereich war im Geschäftsreiseverkehr vermutet worden. Der TGV etablierte sich aber bald auch bei einem breiteren Publikum.
Im ersten Betriebsjahr gab es an Werktagen dreizehn Verbindungen im Stundentakt, an Sonntagen acht. Nach der vollständigen Eröffnung der Strecke konnte die Fahrzeit zwischen Paris und Lyon auf 2 Stunden reduziert werden. Damit waren die TGV fast doppelt so schnell wie der schnellste bisher verkehrende lokbespannte Zug, der berühmte TEE Mistral, der 3 Stunden und 55 Minuten benötigte. Einen großen Anteil an dieser Fahrzeitverkürzung hatte auch die Reduzierung der Streckenlänge zwischen Paris und Lyon von 512 auf 429 Kilometer. Mit der Verkürzung der Reisezeiten stiegen auch die Fahrgastzahlen, diese Tendenz hat sich bis heute fortgesetzt. In den ersten fünf Betriebsjahren wurden 60 Millionen Passagiere zwischen 37 Städten befördert, bei einem durchschnittlichen Marktanteil auf den entsprechenden Relationen von 57 Prozent.
Beflügelt durch den großen Erfolg der ersten Schnellfahrstrecke und die Aufbruchstimmung der beginnenden Ära Mitterrand, beschloss man in kurzer Zeit die Realisierung weiterer Projekte, die zwischen 1989 und 1994 in Betrieb genommen wurden:
- LGV Atlantique (LN2) in Richtung Tours und Le Mans, seit 1989 in Betrieb
- LGV Nord-Europe (LN3) zur belgischen Grenze und nach Calais, mit Anschluss an den von einem privaten Unternehmen erstellten Eurotunnel, seit 1993 in Betrieb
- LGV Rhône-Alpes (LN4) östlich an Lyon vorbei nach Valence, seit 1994 in Betrieb
- LGV Interconnexion Est als Ostumfahrung von Paris zur Verknüpfung zwischen LN1 und LN3, seit 1994 in Betrieb

### Weitere Entwicklung

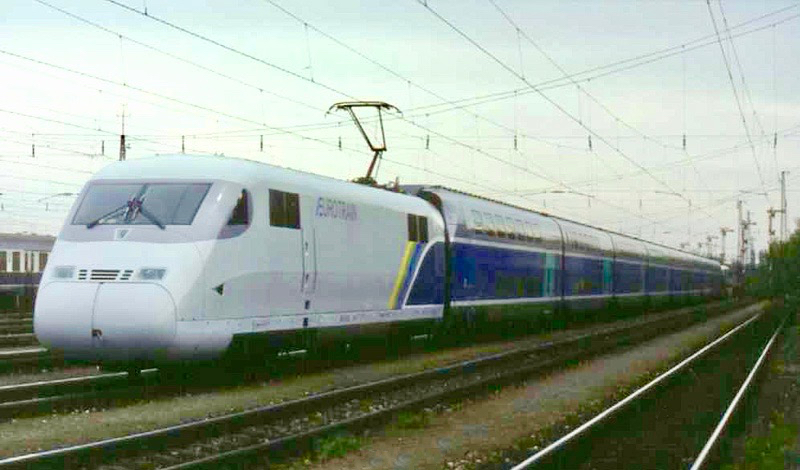
Eurotrain, eine Kombination aus ICE-2-Triebköpfen und TGV-Duplex-Mittelwagen, im April 1998 in München

Später folgten in etwas größeren Zeitabständen die LGV Méditerranée bis Marseille im Jahr 2001 und die LGV Est européenne Richtung Straßburg im Jahr 2007. Auf den Relationen Paris–Marseille und Paris–London kommt der TGV auf einen Marktanteil von rund 70 Prozent. Mit der Inbetriebnahme der LGV Bretagne-Pays de la Loire und LGV Sud Europe Atlantique im Jahr 2017 konnten die Fahrzeiten entlang der Atlantikküste weiter verkürzt und das Angebot weiter ausgebaut werden.
Im Februar 1990 rief Bombardier das Projekt TGV Canada ins Leben. Aufbauend auf Ergebnissen einer Vorstudie sollte ein Einsatz des TGV in Kanada, zwischen Quebec City und Windsor, aufgezeigt werden. Auf einer zweigleisigen Hochgeschwindigkeitsstrecke sollten dabei wenigstens 300 km/h erreicht werden. Laut Herstellerangaben wurden TGV-Projekte zu dieser Zeit unter anderem auch in Australien (Melbourne–Sydney), der UdSSR (Moskau–Leningrad), Brasilien (Rio de Janeiro–São Paulo) und den Vereinigten Staaten (Dallas–Houston–San Antonio) erwogen. Versuche von GEC-Alsthom und Siemens in der zweiten Hälfte der 1990er-Jahre, Mischungen von ICE- und TGV-Komponenten im Rahmen des Joint Ventures Eurotrain in Taiwan und der Volksrepublik China zu vermarkten, scheiterten.
Ab 28. Mai 2000 verkehrten erstmals TGV-Züge planmäßig auf nichtelektrifizierten Strecken. Zwei Zugpaare verkehrten täglich auf der 112 Kilometer langen Strecke von Nantes nach Les Sables-d’Olonne. Auf diesem Abschnitt wurden den Triebzügen Diesellokomotiven vorgespannt. Wegen hoher Betriebskosten wurde der Verkehr im Dezember 2004 eingestellt. Im September 2003 feierten die SNCF den milliardsten Passagier auf dem TGV-, Thalys- und Eurostar-Netz.
Ab Anfang 2004 wurde unter der Bezeichnung Clic TGV mit 15 Triebzügen ein Internetzugang zwischen Paris, Bordeaux und Pau erprobt.

## Streckennetz
Das Streckennetz des TGV umfasst rund 7000 Kilometer. Davon sind 2734 Kilometer Neubaustrecken für hohe Geschwindigkeiten (Stand: September 2022). Langfristige Pläne bestehen für weitere 1725 km.

### Strecken in Frankreich

TGV-Streckennetz
blau: Neubaustrecken in Frankreich, rot: Neubaustrecken im angrenzenden Ausland, schwarz: Bestandsstrecken mit TGV-Verkehr, punktiert: geplante Strecke

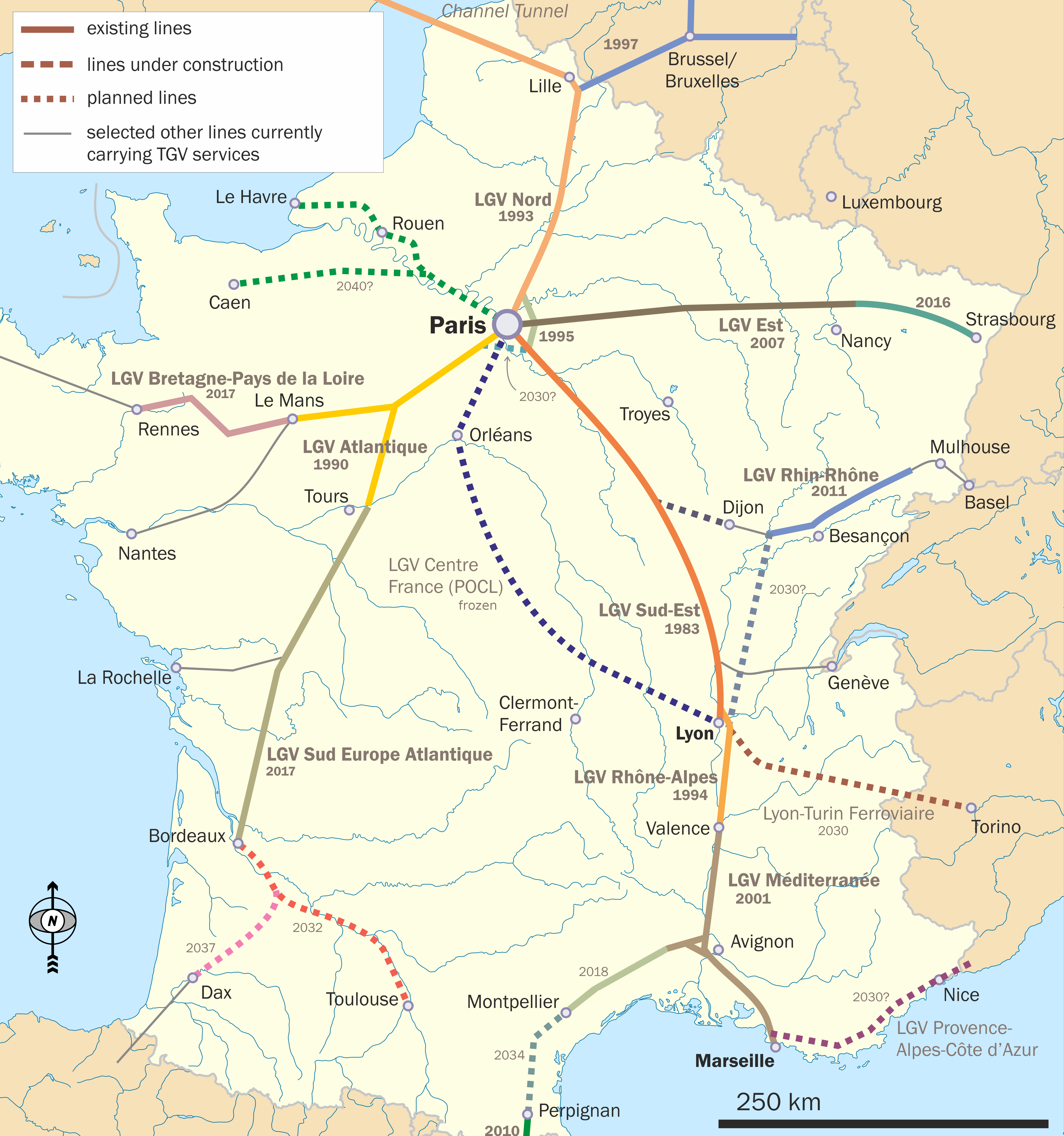
Neubaustrecken in Frankreich

Die französische Staatsbahn SNCF setzt die TGV im regulären Hochgeschwindigkeitsverkehr auf zwölf inländischen Lignes à grande vitesse (LGV).
Die zuerst errichtete TGV-Strecke ist die LGV Sud-Est, die Paris mit Lyon verbindet. Die 409 Kilometer lange Strecke beginnt in Combs-la-Ville und endet bei Sathonay-Camp. Die Eröffnung fand auf voller Länge am 25. September 1983 statt. Bereits am 22. September 1981 war das 273 Kilometer lange südliche Teilstück von Saint-Florentin nach Sathonay-Camp eingeweiht worden. Abgesehen von der Hauptmagistrale Paris–Lyon–Mittelmeer schafft diese Linie auch Verbindungen nach Dijon–Dole (und weiter nach Besançon, nach Bern und nach Lausanne (–Brig)), nach Genf, nach Annecy, nach Chambéry–Mont Cenis–Mailand, nach Grenoble und nach Saint-Étienne.

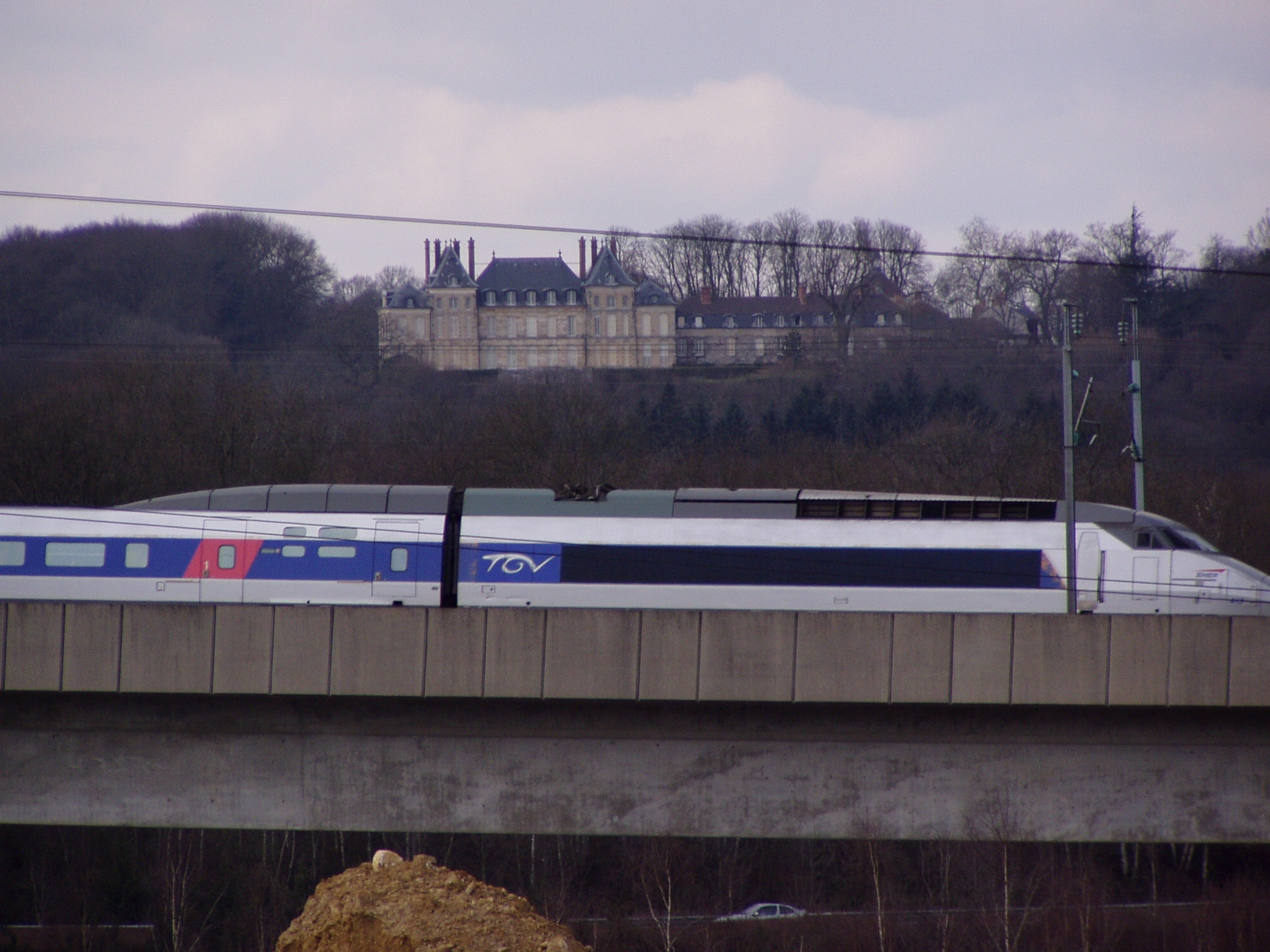
TGV Atlantique vor der Einfahrt in den Tunnel von Villejust

Die Eröffnung der LGV Atlantique, die Paris mit dem Westen des Landes verbindet, erfolgte am 24. September 1989. An diesem Tag gingen die 124 Kilometer lange Stammstrecke zwischen dem Bahnhof Paris-Montparnasse und Courtalain sowie die 53 Kilometer lange westliche Zweigstrecke zwischen Courtalain und Connerré bei Le Mans in Betrieb. Am 30. September 1990 folgte der 102 Kilometer lange südliche Seitenast von Courtalain nach Monts bei Tours.
Die 333 Kilometer lange LGV Nord führt von Paris über Lille zum Portal des Eurotunnels bei Calais und stellt die Verbindung nach Brüssel und London her. Das südliche Teilstück zwischen Arnouville und Arras wurde am 23. Mai 1993 eröffnet, das nördliche Teilstück am 26. September desselben Jahres. Am 14. Dezember 1997 ging dann auch der kurze Abschnitt bis zur belgischen Grenze zusammen mit der HSL 1 in Betrieb.

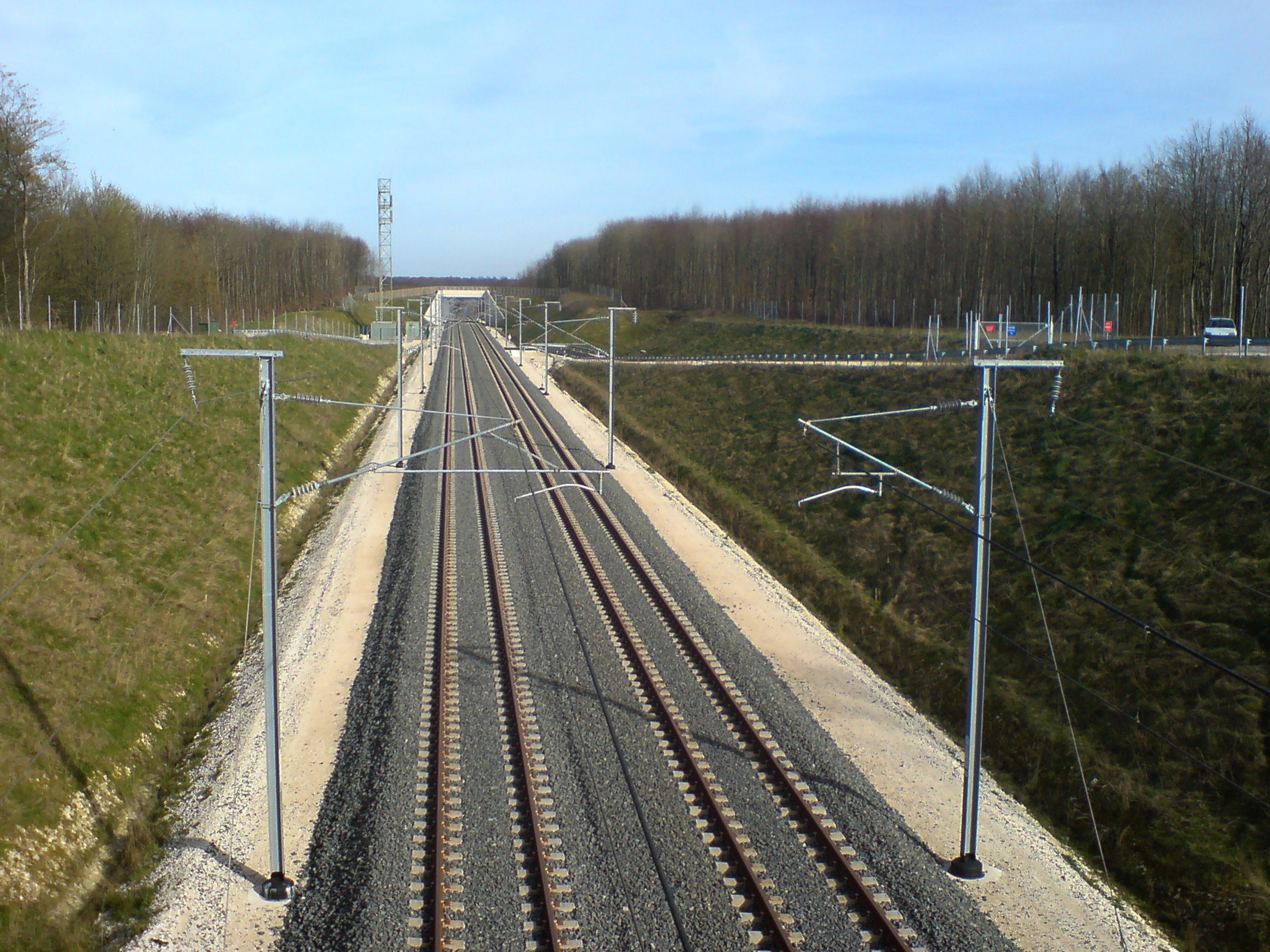
LGV Est beim Streckenkilometer 217, in der Nähe des Bahnhofs im Département Meuse

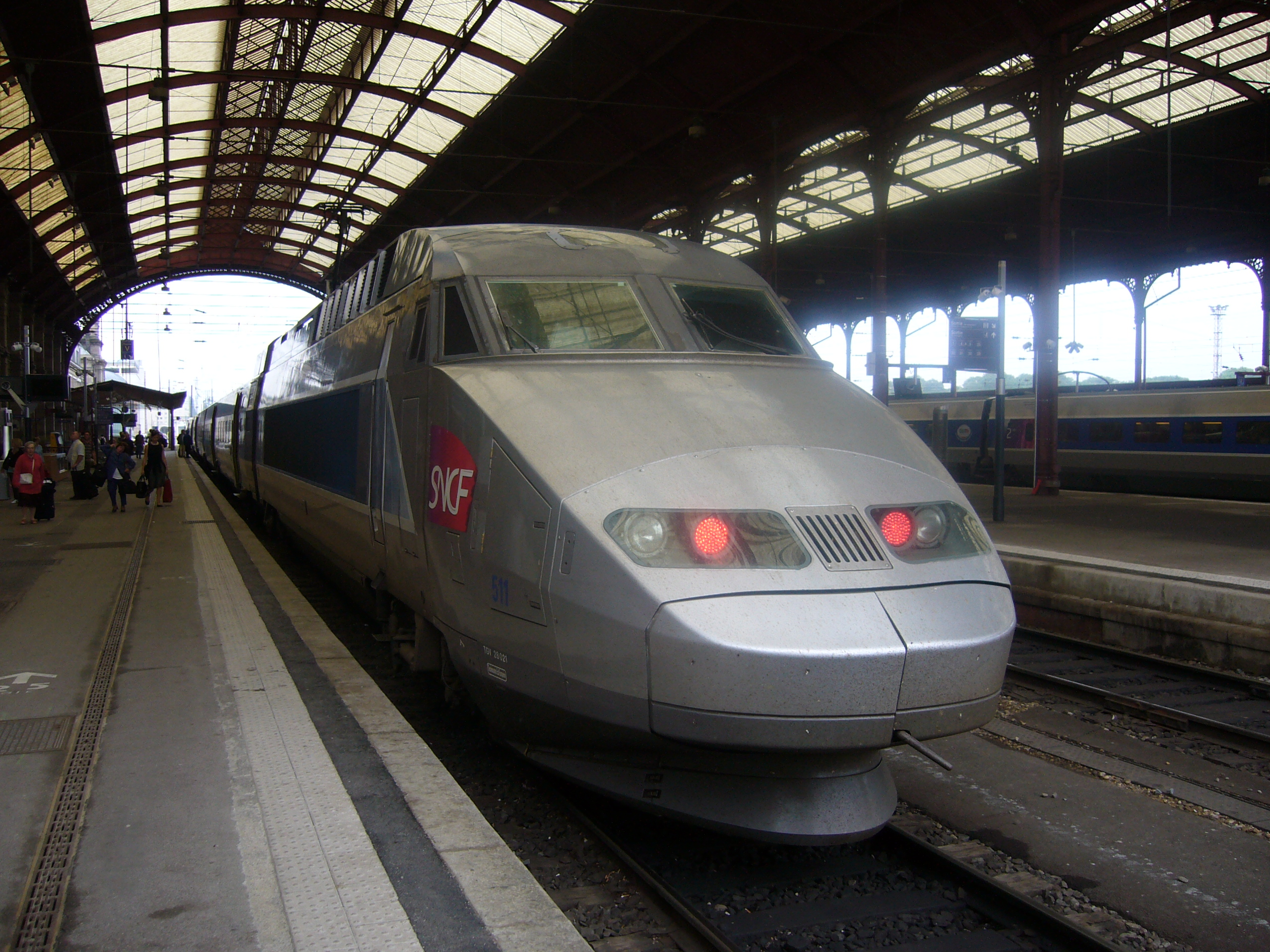
TGV Réseau im Bahnhof Strasbourg-Ville

Lediglich 57 Kilometer lang ist die am 29. Mai 1994 eröffnete LGV Interconnexion Est. Sie umfährt den Ballungsraum von Paris im Osten, verbindet die LGV Nord mit der LGV Sud-Est und ermöglicht so umsteigefreie Verbindungen. Die Strecke beginnt in Vémars, erschließt den Flughafen Charles de Gaulle und das Disneyland Paris und endet bei Coubert. Über bestehende Strecken wird überdies ein Anschluss an die LGV Atlantique beim Bahnhof Massy TGV ermöglicht.
Bei der LGV Rhône-Alpes handelt es sich um die Fortsetzung der LGV Sud-Est, die den Ballungsraum von Lyon östlich umfährt. Die 115 Kilometer lange Strecke beginnt in Montanay, erschließt den Flughafen Lyon Saint-Exupéry und endet bei Valence. Am 13. Dezember 1992 wurde das erste Teilstück von Montanay nach Saint-Quentin-Fallavier eröffnet, am 3. Juli 1994 folgte die restliche Strecke.
Südlich von Valence folgt direkt auf die LGV Rhône-Alpes die LGV Méditerranée. Die am 1. Juni 2001 in Betrieb gegangene Linie ist 250 Kilometer lang. Sie beginnt bei Saint-Marcel-lès-Valence und führt zu einem Verzweigungsdreieck westlich von Avignon. Der westliche Abzweig endet bei Redessan in der Nähe von Nîmes, der südliche Abzweig in den Außenbezirken von Marseille.
Die 450 Kilometer lange LGV Est européenne verbindet seit ihrer Eröffnung im Juni 2007 Paris mit dem Osten Frankreichs. Damals ging der 300 Kilometer lange Abschnitt von Vaires-sur-Marne bis Baudrecourt in Betrieb, während die bauliche Erweiterung der Neubaustrecke bis Straßburg 2010 begonnen und im Juli 2016 eröffnet wurde. Weitere TGV-Züge bedienen Sedan in der Champagne und Saint-Dié in den Vogesen.
Mit der LGV Perpignan–Figueres ging im Dezember 2010 die grenzüberschreitende Neubaustrecke von Le Soler (bei Perpignan) bis zur nordostkatalanischen Stadt Figueres in Betrieb. Von den insgesamt 44,4 km, befinden sich 24,6 km auf französischem Boden. Sie stellt die Verknüpfung des normalspurigen Hochgeschwindigkeitsnetzes Spaniens mit dem normalspurigen Schienennetz Zentraleuropas dar und wird deshalb auch vom Güterverkehr befahren.
Die LGV Rhin-Rhône ist die erste LGV überhaupt, die nicht auf Paris ausgerichtet ist. Es ist eine Diagonalverbindung zwischen Ost- und Südfrankreich, der erste Abschnitt des Ostastes ging im Dezember 2011 in Betrieb. Die Bauarbeiten an der 140 Kilometer langen Strecke zwischen Villers-les-Pots (bei Dijon) und Petit-Croix (bei Belfort) dauerten von Juli 2006 bis zum 8. September 2011. Dies verkürzt die Fahrzeiten zwischen Paris und dem Elsass oder der Schweiz.
Als Fortsetzung der LGV Atlantique wurden zwei Strecken am 2. Juli 2017 eröffnet: LGV Bretagne-Pays de la Loire und die LGV Sud Europe Atlantique.
Die LGV Bretagne-Pays de la Loire zwischen Connerré (bei Le Mans) und Cesson-Sévigné (bei Rennes) stellt die Verlängerung nach Westen in die Bretagne dar. Sie weist eine Streckenlänge von 182 km auf und verkürzt die Reisezeiten in die Bretagne um bis zu 40 Minuten und in den südlichen Teil der Pays de la Loire (Angers, Nantes) um bis zu 15 Minuten. In diesem Zusammenhang wurde vorgeschlagen, die Altbaustrecke von Rennes nach Brest und Quimper auf eine Höchstgeschwindigkeit von 220 km/h zu ertüchtigen, wodurch in Kombination mit dem Einsatz von Neigetechnikzügen die Fahrzeit zwischen Paris und den zwei genannten Städten an der Atlantikküste auf drei Stunden verkürzt werden könnte. Eine Besonderheit ist die Nutzung der Neubaustrecke durch Regionalzüge des Typs Z 21500 zwischen Nantes und Rennes mit bis zu 200 km/h.
Die LGV Sud Europe Atlantique zwischen Saint-Avertin (bei Tours) und Ambarès (bei Bordeaux) stellt die Verlängerung nach Süden in die Nouvelle-Aquitaine dar. Die 302 km lange Strecke erschließt die Städte Poitiers und Angoulème direkt über Anschlussstrecken und verkürzt somit die Reisezeit von Paris nach Bordeaux auf ca. 2 Stunden. Auch die weiteren Ziele an der Atlantikküste profitieren von den Fahrzeitverkürzungen.
Das Contournement de Nîmes et Montpellier zwischen Manduel, östlich von Nîmes und Lattes, südlich von Montpellier, stellt die westliche Verlängerung der LGV Méditerranée dar. Die 57 km lange Strecke wurde für den Mischverkehr (Güter- und Personenverkehr) ausgelegt und wird von den TGV's vorerst mit 220 km/h befahren. Zu einem späteren Zeitpunkt soll die zulässige Höchstgeschwindigkeit auf 300 km/h erhöht werden, die Trassierung ist hierauf bereits ausgelegt. Seit dem 10. Dezember 2017 ist sie für Güterzüge freigegeben, die Personenzüge nutzen diese seit dem 7. Juli 2018.

### Strecken außerhalb Frankreichs
Im benachbarten Ausland gingen mehrere Schnellfahrstrecken in Betrieb, auf denen TGV-Züge und die der Gesellschaften Eurostar und Thalys verkehren. Damit entstand ein internationales Schnellverkehrsnetz zwischen Marseille und Paris sowie weiter über Lille nach London/Brüssel–Köln, wie es bereits Anfang der 1970er-Jahre – damals unter der Bezeichnung Europolitain – angedacht worden war.

#### Eurostar: Großbritannien und Belgien
Die Eurostar-Züge verbinden seit 1994 das europäische Festland mit der britischen Hauptstadt London. Als erste Schnellfahrstrecke Großbritanniens ist ein 74 Kilometer langer Abschnitt von High Speed 1 seit September 2003 in Betrieb. Dieser beginnt beim Portal des Eurotunnels in der Nähe von Folkestone und führt zur Verzweigung Fawkham Junction in der Nähe von Gravesend. Die zweite Etappe zum Londoner Bahnhof St Pancras ist 34 Kilometer lang und wurde am 14. November 2007 eröffnet. Die Reisezeit zwischen Paris und London verkürzte sich auf 2 Stunden 15 Minuten, von London nach Brüssel auf 1 Stunde 51 Minuten.
Der belgische Teil der Verbindung Paris–Brüssel trägt die Bezeichnung HSL 1. Sie schließt an der französischen Grenze südlich von Lille (bei Wannehain) an die LGV Nord an und endet südwestlich der EU-Metropole in Halle. Die 71 Kilometer lange Strecke wurde am 14. Dezember 1997 eröffnet, gleichzeitig mit dem 13 km langen Abschnitt in Frankreich.

#### Eurostar: Belgien, Niederlande und Deutschland (vormals Thalys)

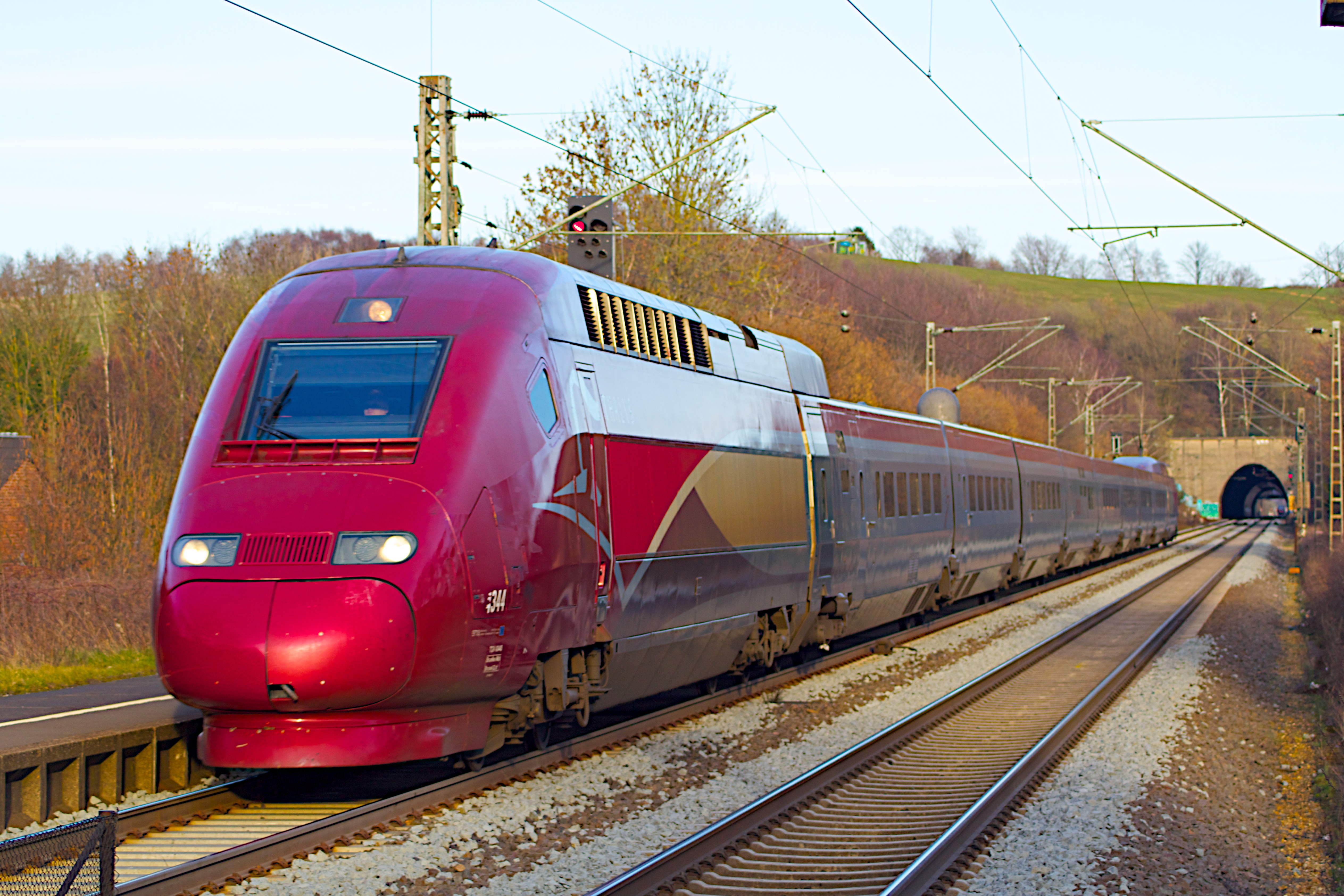
Thalys von Köln nach Paris

Als Fortsetzung Richtung Deutschland wurden die Neubauprojekte HSL 2 und HSL 3 entworfen. Die 63 Kilometer lange HSL 2 Löwen–Bierset wurde 2004 eröffnet. Zwischen Brüssel und Löwen verkehren die Züge über die Neubaustrecke 36/36N. Östlich von Lüttich wurde die bestehende Bahnstrecke Lüttich–Aachen in den Endabschnitten (14 Kilometer) ausgebaut und im 42 Kilometer langen Mittelabschnitt durch die 2007 baulich fertiggestellte HSL 3 abgelöst. Da letztere ausschließlich mit der Zugbeeinflussung (Level 2) ausgestattet wurde, verzögerte sich deren Inbetriebnahme bis ins Jahr 2009.
Vor Aachen wurde der Buschtunnel um eine zweite, eingleisige Tunnelröhre erweitert. Nach deren Inbetriebnahme sanierte man den alten, noch aus der Mitte des 19. Jahrhunderts stammenden Tunnel. Der ursprünglich zweigleisige Tunnel wurde nach abgeschlossener Sanierung nur noch eingleisig wieder in Betrieb genommen. Die Strecke zwischen Aachen und Köln wurde zu einem größeren Teil ausgebaut, im Aachener Raum ist der Ausbau (Stand:2022) allerdings noch nicht abgeschlossen. Eingesetzt werden Thalys-Züge bis nach Dortmund sowie die deutschen ICE 3 über die Schnellfahrstrecke Köln–Rhein/Main bis nach Frankfurt am Main.
Nach Antwerpen und Amsterdam wurde die Strecke über HSL 4 in Belgien und HSL Zuid in den Niederlanden fortgeführt und ist seit September 2009 in Betrieb.

#### TGV POS: Luxemburg, Deutschland

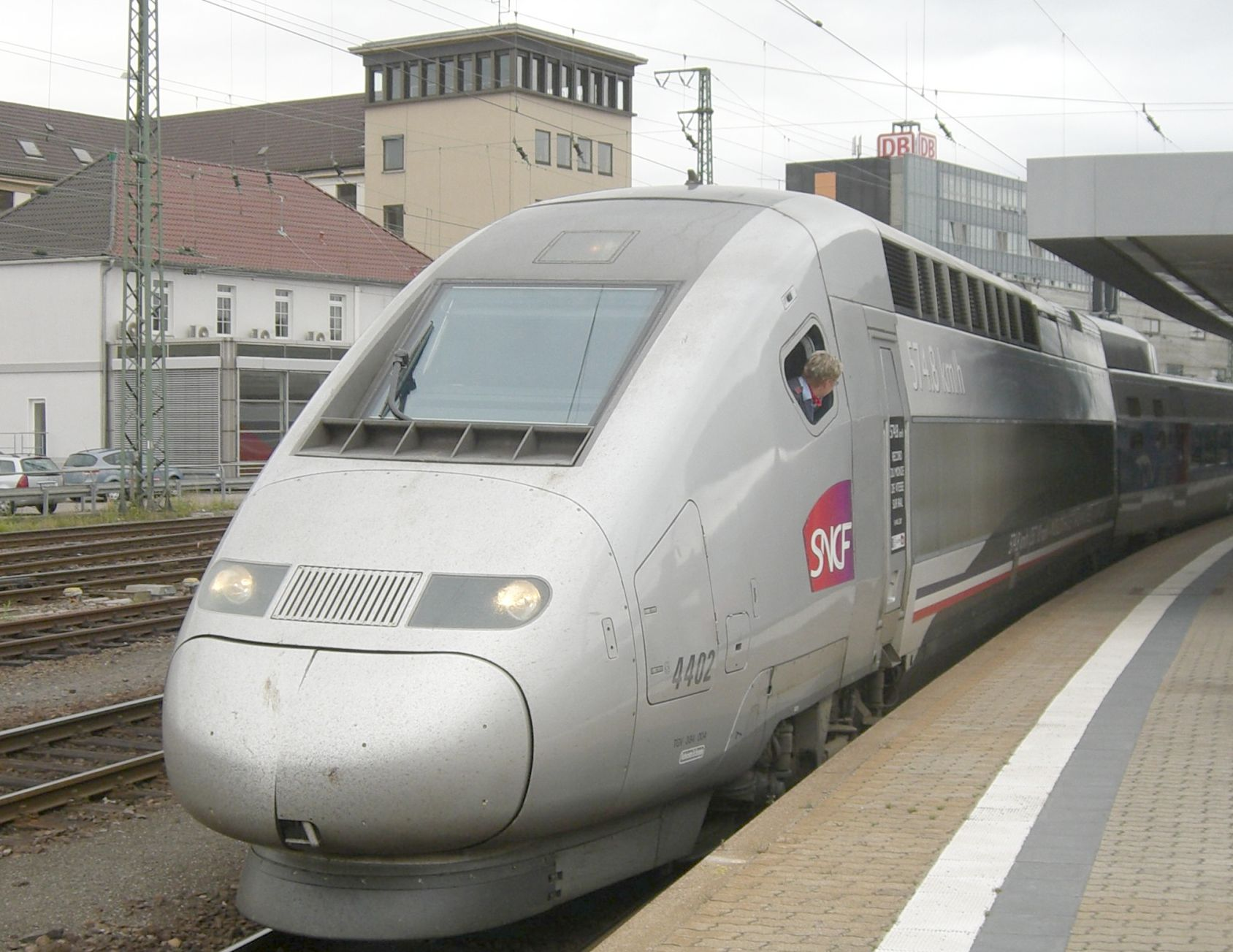
TGV mit Weltrekord-Triebkopf (V150) als ICE-Ersatz Paris–Frankfurt in Saarbrücken Hbf

Seit dem 9. Juni 2007 verkehrt der TGV auf der transeuropäischen Schienenschnellverbindung Paris–Ostfrankreich–Südwestdeutschland (POS) zwischen Paris und Luxemburg via Metz mit einer Höchstgeschwindigkeit von 320 km/h. Am nachfolgenden Tag wurde die Strecke Paris–Stuttgart über Straßburg und Karlsruhe eingeweiht. Die Reisezeit zwischen Stuttgart und Paris verkürzte sich dadurch auf 3 Stunden und 39 Minuten. Ab dem 9. Dezember 2007 wurde die Verbindung von Stuttgart einmal täglich über Ulm und Augsburg nach München verlängert. Seit dem 24. November 2010 wurde an der zweiten Phase der LGV Est européenne zwischen Baudrecourt und Vendenheim bei Straßburg gebaut. Die Strecke ging am 3. Juli 2016 in Betrieb.
Auf der Strecke Paris–Saarbrücken–Frankfurt am Main verkehren je Richtung zweimal täglich TGV-Züge neben mehreren ICE-Zügen. Seit März 2012 verkehrt einmal am Tag ein durchgehender TGV von Frankfurt am Main nach Marseille und in die Gegenrichtung über die LGV Rhin-Rhône, LGV Rhône-Alpes und LGV Méditeranée.
Vom 26. August 2013 bis zum 8. Dezember 2018 verkehrte ein TGV-Zugpaar von Freiburg im Breisgau über Mulhouse (Mülhausen), Belfort TGV, Besançon TGV und Dijon zum Pariser Gare de Lyon in etwa 3 Stunden und 40 Minuten. Hierbei verkehrte dieser auf der LGV Rhin-Rhône und der LGV Sud-Est. Seit dem 9. Dezember 2018 wird stattdessen eine Routenführung über Ringsheim/Europa-Park, Lahr, Offenburg und Strasbourg (LGV Est européenne) zum Gare de l’Est gewählt. Diese Verbindung ist circa 30 Minuten schneller. Die TGV-Verbindung zwischen Freiburg und Frankreich wird allein durch die SNCF, und nicht in Kooperation mit DB Fernverkehr, betrieben.

#### TGV Lyria: Schweiz

TGV-Logo der gemeinsam mit den Schweizerischen Bundesbahnen betriebenen Tochtergesellschaft Lyria

Vom 10. Juni 2007 an wurde die Strecke Paris–Basel–Zürich via Straßburg bedient. Die Reisezeit von Basel und Zürich nach Paris verkürzte sich auf 3 beziehungsweise 4 Stunden 34 Minuten. Mit der Inbetriebnahme der LGV Rhin-Rhône im Dezember 2011 verkehren die Züge aus Basel und Zürich über letztere und verkürzte die Fahrzeiten nochmals: in drei Stunden ab Basel und in vier Stunden ab Zürich. Seitdem benutzen sämtliche Züge aus der Schweiz in Paris den Gare de Lyon.
Sämtliche Verbindungen in die Schweiz werden inzwischen von TGV Lyria, einer gemeinsamen Tochtergesellschaft der SNCF und der SBB, angeboten.

#### Elipsos: Spanien

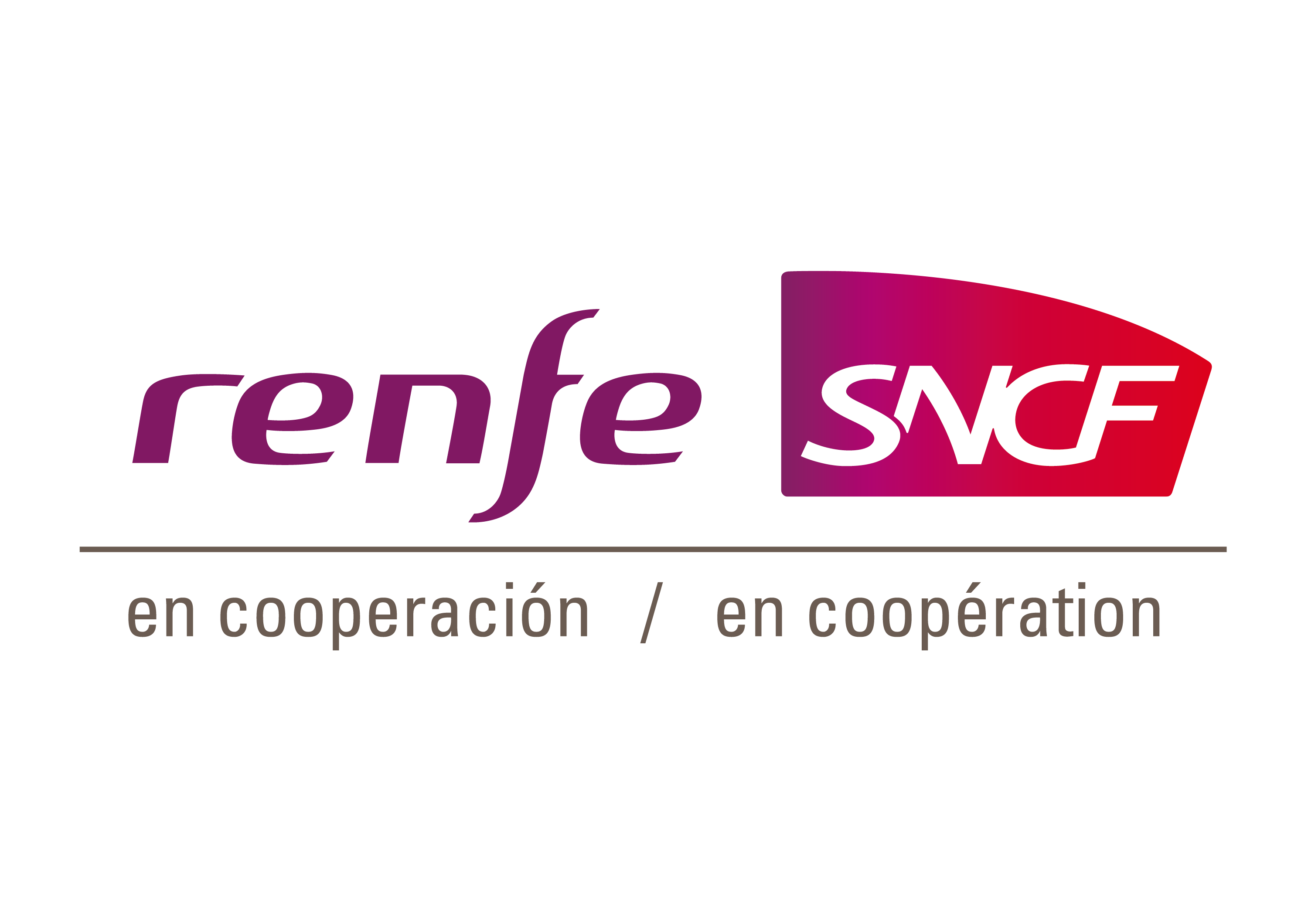
Logo von Renfe-SNCF en cooperación / en coopération

Mit der Inbetriebnahme der LGV Perpignan–Figueres am 19. Dezember 2010 verkehren TGV-Duplex-Einheiten nach Figueres-Vilafant in Spanien. Bis zur Inbetriebnahme der Schnellfahrstrecke zwischen Figueres-Vilafant und Barcelona mussten Reisende nach Barcelona hier in Züge der Renfe umsteigen, die als Enlace internacional auf der breitspurigen Bestandsstrecke ohne Unterwegshalt verkehrten. Seitdem ist ein durchgehend regelspuriger Hochgeschwindigkeitsverkehr auf der Achse Paris–Barcelona–Madrid möglich geworden.
Daraufhin wurde das grenzüberschreitende spanisch-französische Hochgeschwindigkeitsnetz zum Fahrplanwechsel am 15. Dezember 2013 neu geordnet. Seitdem war Elipsos, ein Gemeinschaftsunternehmen von Renfe und SNCF, für diese Verbindungen verantwortlich. Die Züge verkehrten unter dem Namen Renfe-SNCF en cooperación / en coopération.
Die Verbindung zwischen Paris und Barcelona wird dreimal am Tag mit TGV-Duplex-Zügen bedient, für die anderen Linien dieses Netzes wurden Renfe-Triebzüge der Reihe 100, die von der Bauart »TGV Atlantique« abgeleitet wurden und deshalb am einfachsten auf den Betrieb in Frankreich anzupassen waren, eingesetzt.
Per Dezember 2022 wurde die Kooperation aufgelöst. Seitdem betreibt die SNCF nunmehr eigene Züge von und nach Paris (Gare de Lyon) in Spanien eigenwirtschaftlich; die Renfe nahm 2023 eine Verbindung nach Lyon auf.

### Geplante Strecken
Das Streckennetz an Hochgeschwindigkeitsstrecken in Frankreich soll in den nächsten Jahrzehnten weiter ausgebaut werden.
Als Fortsetzung der LGV Sud Europe Atlantique südöstlich von Bordeaux einerseits sowie als Verbindung zwischen der Atlantikküste und Nizza andererseits ist die LGV Bordeaux–Toulouse geplant. Die schätzungsweise vier Milliarden Euro teure Strecke soll frühestens 2030 eröffnet werden. Ursprünglich sollte sie als erste Strecke mit bis zu 360 km/h befahren werden, wodurch sich die Fahrzeit zwischen Paris und Toulouse auf 3 Stunden und 7 Minuten verkürzt hätte. Gemäß Planungsstand von 2021 wird die Höchstgeschwindigkeit auf 320 km/h festgelegt (die Entwurfsgeschwindigkeit liegt bei 350 km/h), womit 3 h 15 min als Fahrzeit erreicht werden. Weiterhin ist die LGV Bordeaux–Espagne geplant, die ca. 55 km südlich von Bordeaux von der LGV Bordeaux–Toulouse abzweigen wird und die Verbindung ins Baskenland und nach Vitoria in Nordspanien herstellen wird. Auf französischer Seite soll die Strecke von Bordeaux bis Dax um 2034 und von dort bis zur Grenze um 2040 eröffnet werden. In Spanien soll die Neubaustrecke Baskisches Y zwischen Vitoria und San Sebastian 2027 eröffnet werden.
Abzweigend von der LGV Sud Europe Atlantique wurde ab 2007 ferner die LGV Poitiers-Limoges von Poitiers nach Limoges projektiert. Dieses Projekt wurde jedoch im Sommer 2017 aufgegeben.
Als Lückenschluss zwischen dem Contournement de Nîmes et Montpellier und der LGV Perpignan–Figueres soll die Neubaustrecke Montpellier–Perpignan entstehen. Hiermit wird ein durchgehendes Netz an Hochgeschwindigkeitsstrecke zwischen Paris und Barcelona vorhanden sein, was die Fahrzeit Paris–Barcelona auf unter 6 Stunden verkürzen soll. Die 150 km Strecke soll auf 64 km als Mischverkehrsstrecke auf den Personen- und Güterverkehr ausgelegt werden. Der Bau soll in zwei Etappen erfolgen, das erste Teilstück von Montpellier nach Béziers soll 2034 in Betrieb gehen, das zweite Teilstück bis Perpignan ca. 2045.
Stark umstritten, vor allem bei Umweltschutzverbänden, war der Streckenverlauf einer geplanten LGV PACA, kurz für LGV Provence-Alpes-Côte d’Azur. Sie sollte gemäß Überlegungen aus den 1990er-Jahren von der LGV Méditerranée nach Nizza verlaufen und nach 2020 eröffnet werden. Die anvisierten Fahrzeiten zwischen Marseille und Genua lagen bei 3 Stunden 15 Minuten. 2013 wurde jedoch eine Variante gewählt, die den Ausbau der bestehenden Strecke in zwei Stufen und die Ergänzung durch Neubaustrecken auf Teilabschnitten vorsieht.
Die LGV Rhin-Rhône soll mit einem Ostast bis kurz vor Mulhouse verlängert werden, aktuell ist eine Inbetriebnahme 2033 vorgesehen. Vorerst zurückgestellt sind die Planungen für den Südast nach Lyon und den Westast zur LGV Sud-Est.
Auch für den Verkehr nach London gibt es Planungen für eine weitere Fahrzeitverkürzung mittels der LGV Picardie, einer Direktverbindung Paris–Calais über Amiens, ohne Umweg über Lille. Für das 3,3 bis 4,4 Milliarden Euro teure Projekt, das die Fahrzeit zwischen Paris und London auf unter zwei Stunden drücken würde, machen sich vor allem Lokalpolitiker aus Amiens stark, da ihre Stadt bisher nicht an das TGV-Netz angebunden ist.
Eine Planung von 1991 enthielt auch bereits die LGV Normandie, die von den Pariser Vororten nach Mantes-la-Jolie führen und sich dort in einen Zweig nach Rouen und einen nach Évreux aufteilen sollte. Aufgrund eines schlechten Kosten-Nutzen-Verhältnisses wurde dieses Projekt zurückgestellt. Den veränderten Planungen zufolge soll die Strecke nun von Paris über Rouen hinaus nach Le Havre und Caen führen. Die Inbetriebnahme soll spätestens 2025 stattfinden.
Das aufwendigste TGV-Neubauprojekt ist zweifelsohne die LGV Lyon–Turin, deren Herzstück der 54 Kilometer lange grenzüberschreitende Mont-Cenis-Basistunnel sein wird. Die Inbetriebnahme des Basistunnels soll 2032 erfolgen, der Realisierungshorizont der 140 km Neubaustrecke von Lyon bis Saint-Jean-de-Maurienne ist noch unklar.

## Bahnhöfe

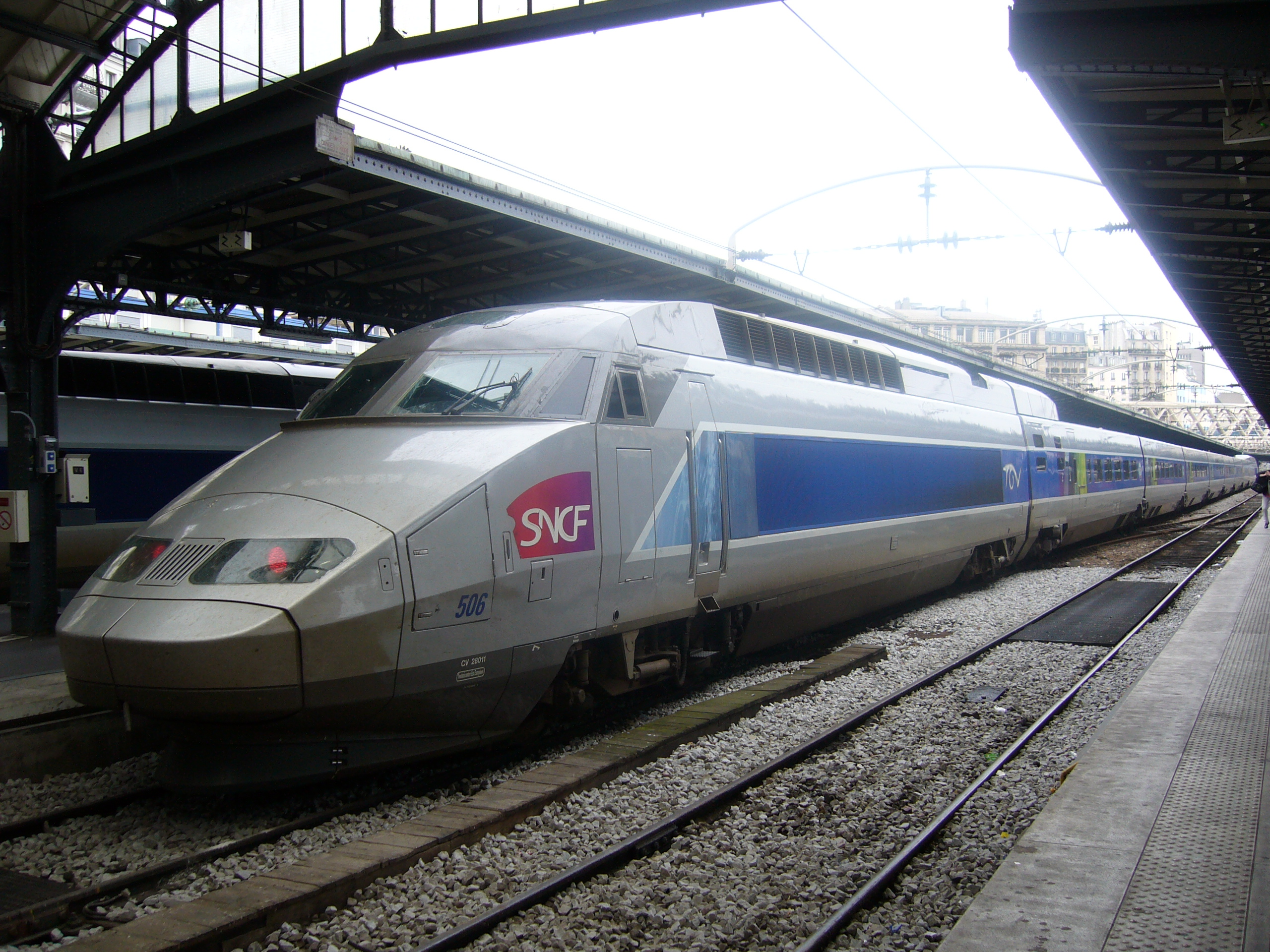
Gare de l’Est in Paris

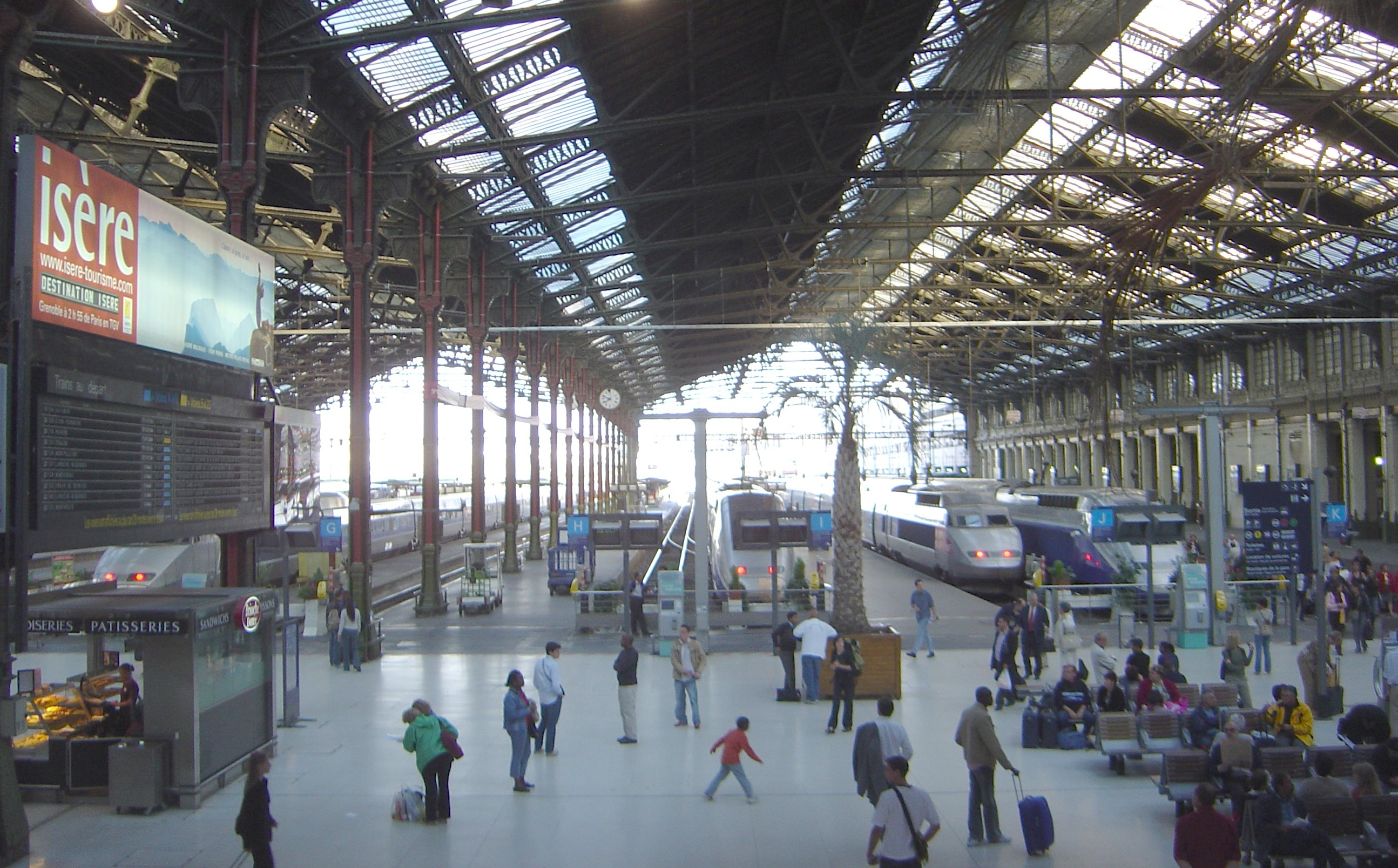
Gare de Lyon in Paris

Zu den Hauptvorteilen der TGV gegenüber konkurrierenden Eisenbahntechnologien wie z. B. Magnetschwebebahnen gehört die Möglichkeit, bereits bestehende Infrastruktur abseits der Schnellfahrstrecken zu nutzen. Dies erlaubt es den TGV-Zügen, bis zu den Endbahnhöfen in den Stadtzentren zu verkehren. Es entfällt aber auch die Notwendigkeit, in dicht besiedelten Gebieten teure eigenständige Trassen zu errichten, wodurch die Baukosten spürbar gesenkt werden können.
Für die Erschließung mittelgroßer Städte fiel die Wahl häufig auf den Bau von Bahnhöfen, die einige Kilometer von den Stadtzentren entfernt direkt an den Schnellfahrstrecken liegen. Der Halt von TGV-Zügen an solchen Bahnhöfen ist mit weitaus geringerem Zeitverlust verbunden, als wenn die Züge zuerst auf die Altbaustrecken ausfädeln und zu den Bahnhöfen im Stadtzentrum fahren müssten (die in manchen Fällen in Form eines Kopfbahnhofs angelegt sind).

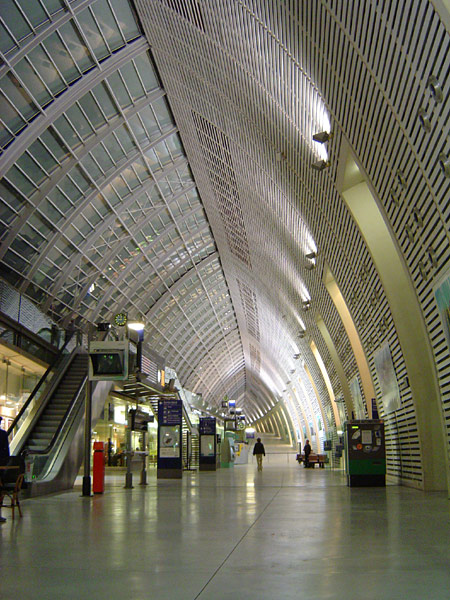
Bahnhof Avignon TGV

In einigen Fällen wurden Bahnhöfe auf halbem Weg zwischen zwei Städten errichtet, die auf der Straße, aber nicht per Eisenbahn erreichbar sind. Ein Beispiel dafür ist der Bahnhof zwischen Montceau-les-Mines und Le Creusot an der LGV Sud-Est. Höchst umstritten ist bis heute der Bahnhof Haute Picardie an der LGV Nord zwischen Amiens und Saint-Quentin. Er wurde von Medien und lokalen Behörden kritisiert, da er zu weit von den Städten entfernt ist, die er eigentlich erschließen sollte, und zu weit von anderen Bahnlinien liegt, die eine bessere Anbindung ermöglichen würden. Der Bahnhof wird spöttisch als la gare des betteraves ‚Bahnhof der Rüben‘, bezeichnet, da er von Rübenfeldern umgeben ist. Diese Bezeichnung wird mittlerweile als Synonym für ähnliche im „Niemandsland“ liegende TGV-Bahnhöfe verwendet.
Während die ersten dieser TGV-Bahnhöfe reine Zweckbauten sind, gelten die neueren als architektonische Meisterwerke. Dazu gehören insbesondere der Bahnhof Lyon-Saint-Exupéry TGV am Flughafen von Lyon, der Bahnhof Aéroport Charles-de-Gaulle 2 TGV am gleichnamigen Pariser Flughafen Charles de Gaulle und der Bahnhof Avignon TGV, der in Fachkreisen aufgrund seines spektakulären 340 Meter langen Glasdachs als moderne Kathedrale bezeichnet wird.

## Signalsystem

Blockmarkierung auf TGV-Schnellfahrstrecken

Da bei den auf Hochgeschwindigkeitsstrecken gefahrenen Geschwindigkeiten eine zuverlässige Erkennung von Außensignalen durch das menschliche Auge nicht mehr garantiert werden kann, wurde eine Führerstandssignalisierung mit der Bezeichnung TVM (Transmission Voie-Machine) eingeführt. Dabei werden Informationen wie Geschwindigkeit, Zielgeschwindigkeit oder Halt-/Fahrbefehle über elektrische Impulse durch die Schienen zum Zug geleitet und auf Instrumenten im Führerstand angezeigt.
Die Schnellfahrstrecke ist in Blockabschnitte (repère) von etwa 1500 Metern eingeteilt, die Grenzen werden durch blaue Schilder mit gelbem Dreieck (an Stelle der Blocksignale, vergleichbar mit den deutschen Blockkennzeichen) markiert. Dem Lokführer werden ähnlich wie bei der deutschen linienförmigen Zugbeeinflussung (LZB) die zulässige Geschwindigkeit im aktuellen Abschnitt und die Zielgeschwindigkeit am Beginn des nächsten Blockabschnittes angezeigt. Die Höchstgeschwindigkeit wird von Faktoren wie der Entfernung zu vorausfahrenden Zügen (mit stetig abnehmender Geschwindigkeit bei abnehmender Anzahl freier Blockabschnitte zum vorausfahrenden Zug), Abzweigungen, normalen Geschwindigkeitsbeschränkungen und der Entfernung bis zum Ende der LGV bestimmt. Da der Regelbremsweg der Züge in der Regel länger als ein Blockabschnitt ist, werden die Lokführer angewiesen, die Geschwindigkeit von Abschnitt zu Abschnitt stufenweise zu verringern.
Auf den TGV-Schnellfahrstrecken werden die zwei TVM-Versionen TVM-430 und TVM-300 eingesetzt. TVM-430, das neuere System, wurde erstmals auf der LGV Nord zum Kanaltunnel sowie nach Belgien eingeführt und beliefert die Züge mit mehr Informationen als TVM-300. Unter anderem wurde die minimale Zugfolge von vier Minuten auf drei Minuten verringert.
Wie beim französischen Signalsystem seit jeher üblich gelten reine Blocksignale als franchissable, d. h. Züge dürfen mit begrenzter Geschwindigkeit (30 km/h) in einen besetzten Blockabschnitt einfahren. Erst wenn die Geschwindigkeit eines solchen Zuges 35 km/h überschreitet, wird eine Zwangsbremsung ausgelöst. Signale, die in Haltstellung nicht überfahren werden dürfen, sind mit einem Schild mit dem Zeichen „Nf“ (für non-franchissable) gekennzeichnet. Bleibt ein solches Signal wegen einer Störung in Haltlage, so kann der Lokführer beim Poste d'Aiguillage et de Régulation (PAR – Signal- und Kontrollzentrum) die Erlaubnis zur Weiterfahrt einholen. Diese wird, vergleichbar mit dem deutschen Ersatzsignal durch ein weißes Licht erteilt. Anschließend bestätigt der Lokführer die Genehmigung durch Knopfdruck und deaktiviert damit die Zwangsbremsung, die andernfalls beim Überfahren des Signals ausgelöst würde.
Wenn TGV-Züge LGV-Strecken von lignes classiques erreichen oder umgekehrt, werden die Bedienelemente der Zugbeeinflussungseinrichtungen im Führerstand selbsttätig auf das jeweilige System umgestellt. Wenn ein TGV zum Beispiel die LGV verlässt und eine ligne classique erreicht, wird das TVM-System ausgeschaltet und das KVB-System (Contrôle Vitesse par Balise, Lichtsignal-Geschwindigkeitskontrolle) aktiviert.

## Fahrzeuge

### Allgemein

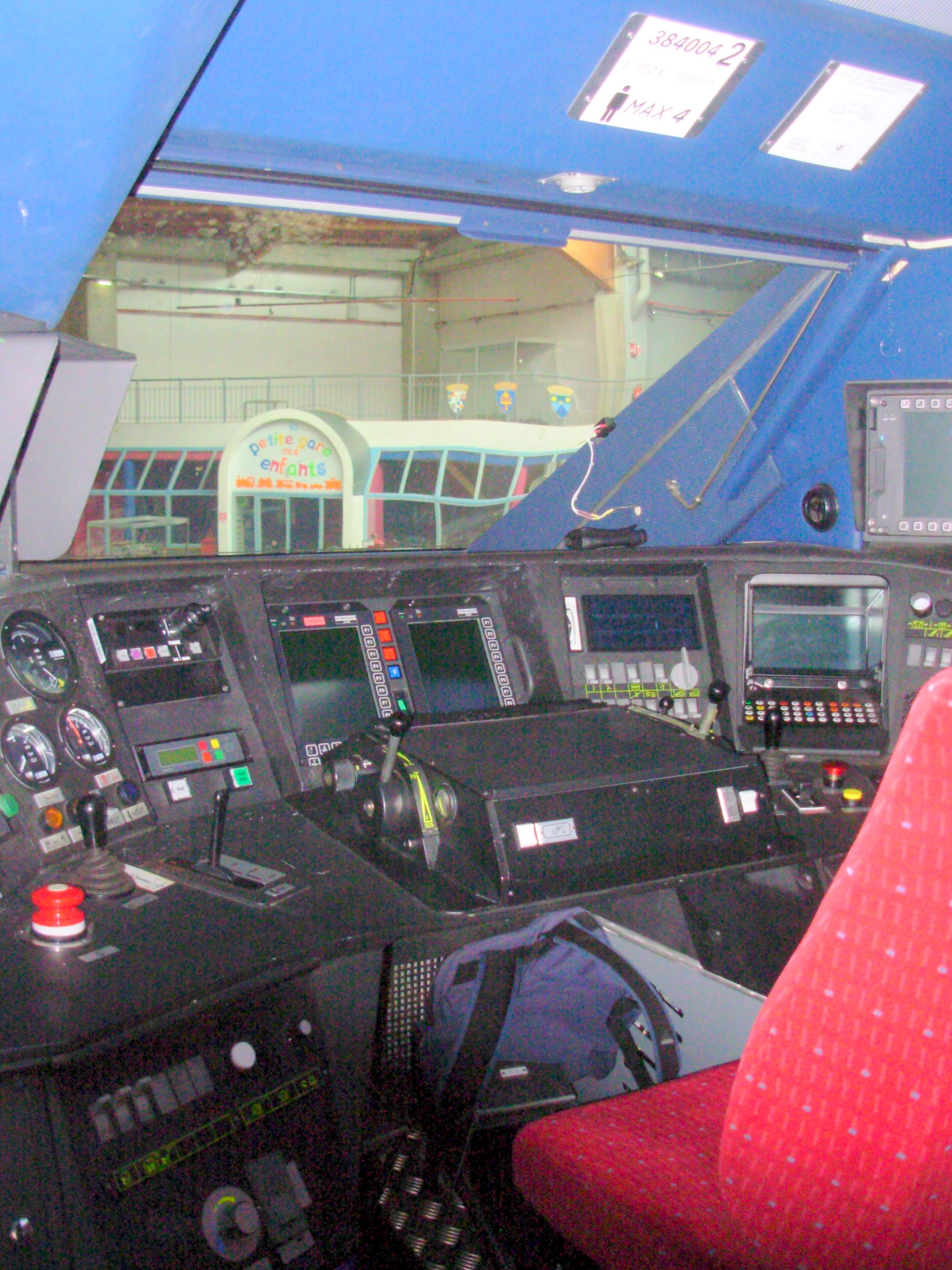
Führerstand eines TGV Duplex

Die ursprünglichen TGV wurden von der SNCF und dem Hersteller Alstom (vormals GEC-Alsthom, Alsthom Atlantique) kontinuierlich weiterentwickelt und verkehren heute international in verschiedenen Variationen. Allen Baureihen gemeinsam ist, dass die Züge aus zwei Triebköpfen bestehen, zwischen denen der Wagenzug aus acht oder zehn fest gekuppelten Mittelwagen eingestellt ist. Die Triebköpfe sind Elektrolokomotiven in Sonderbauart und angepasster Kastenform. Dieses Prinzip wurde bei vielen Hochgeschwindigkeitszügen in anderen Ländern übernommen, beispielsweise bei den italienischen ETR 500 und den deutschen ICE der Baureihe 401. Der Vorteil ist, dass die Traktionsausrüstung auf nur wenige Fahrzeuge konzentriert ist, ein Nachteil, dass die Triebköpfe hohe Achslasten aufweisen. Um den Oberbau bei hohen Geschwindigkeiten nicht zu überlasten, wurde die Achslast der Triebköpfe auf 18 Tonnen begrenzt.

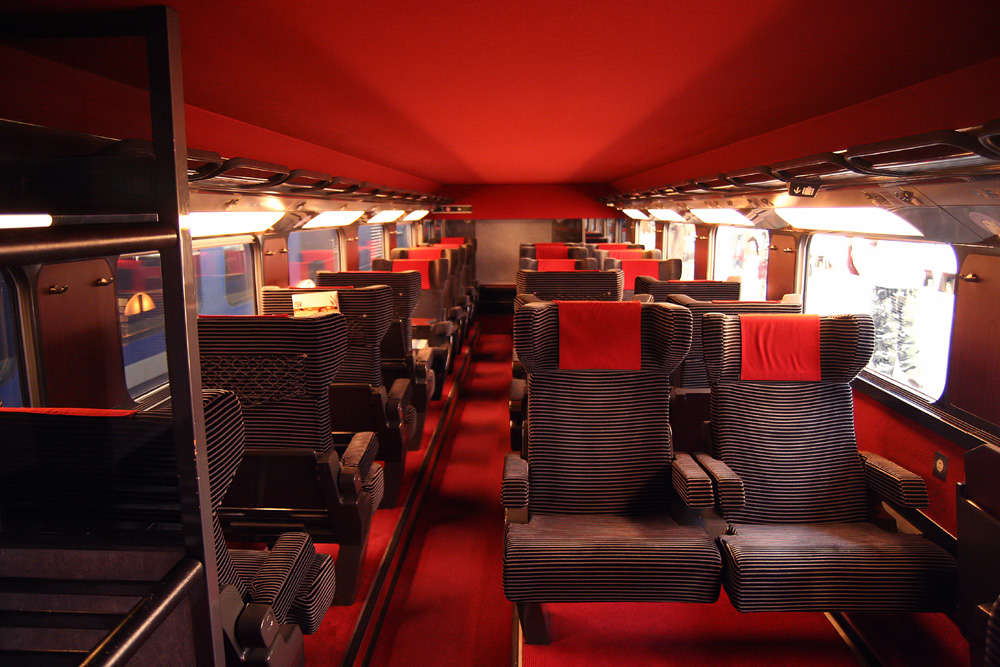
Die erste Klasse im Unterstock eines TGV Duplex

Besonderes Merkmal sind die Jakobs-Drehgestelle, sie sind gewichtssparend, bewirken eine besondere Laufruhe und verringern die Wahrscheinlichkeit des Entgleisens. Ein Nachteil dieser Bauweise ist, dass die Züge nur mit großem Aufwand getrennt werden können. Während die Triebköpfe standardmäßig abgekuppelt und teilweise baureihenübergreifend gewechselt werden können, sind für die Trennung von Mittelwageneinheiten spezielle Hebevorrichtungen in den Depots notwendig.
Die Triebköpfe verfügen an den äußeren Enden über selbsttätige Scharfenbergkupplungen, die den Einsatz in Mehrfachtraktion ermöglichen und ungenutzt durch Klappen abgedeckt werden. Triebköpfe und Mittelwagen sind durch Schraubenkupplungen verbunden. Die TGV-Triebköpfe verfügen zur verschleißfreien Geschwindigkeitsverringerung über elektrische Widerstandsbremsen. Auf Nutzbremsen wurde verzichtet; vorrangig deshalb, weil die Rückspeisung im Gleichstrombetrieb ohnehin nur möglich ist, wenn sich im selben Speiseabschnitt Fahrzeuge befinden, die die Leistung aufnehmen können. Für Rückspeisung ins Landesnetz sind die Gleichrichterunterwerke nicht ausgerüstet. Auf Bremswiderstände kann man aus diesem Grund ohnehin nicht verzichten. Im Gegensatz zu den deutschen ICE-Einheiten verzichtete man bei den TGV auch auf druckdichte Wagenkästen zur Vermeidung von plötzlichen Druckwechseln bei Tunneleinfahrten; die französischen Schnellfahrstrecken führen allerdings deutlich seltener durch Tunnel.
Bei den Triebköpfen spiegelt sich auch die Weiterentwicklung der Antriebstechnik wider: Während die TGV Sud-Est mit Gleichstrom-Reihenschlussmotoren ausgerüstet waren, die von gesteuerten Gleichrichtern in Thyristortechnik versorgt werden, besitzen alle anderen Versionen Drehstrommotoren. In den Versionen TGV Atlantique, TGV Réseau und TGV Duplex sind diese als Synchronmotoren ausgeführt, in den Varianten Eurostar und POS als Asynchronmotoren. Die Drehstrommotoren werden von Umrichtern mit GTO-Thyristoren versorgt, außer bei den POS-Zügen, wo erstmals die IGBT-Technik zur Anwendung kommt.
| Zugtyp                         | Höchstgeschwindigkeit    | Sitzplätze | Anzahl Garnituren | Länge    | Breite | Gewicht | Leistung  | Leistung | Leistung | Leistung | Leistung |
| Zugtyp                         | Höchstgeschwindigkeit    | Sitzplätze | Anzahl Garnituren | Länge    | Breite | Gewicht | 25 kV ~   | 15 kV ~  | 3 kV =   | 1,5 kV = | 750 V =  |
| ------------------------------ | ------------------------ | ---------- | ----------------- | -------- | ------ | ------- | --------- | -------- | -------- | -------- | -------- |
| TGV Sud-Est                    | 270 km/h bzw. 300 km/h 1 | 345        | 107               | 200,20 m | 2,81 m | 385 t   | 06450 kW  | –        | –        | 4400 kW  | –        |
| TGV Atlantique                 | 300 km/h 2               | 485        | 105               | 237,59 m | 2,90 m | 444 t   | 08800 kW  | –        | –        | 3880 kW  | –        |
| TGV Réseau                     | 300 km/h bzw. 320 km/h 3 | 377        | 80                | 200 m    | 2,90 m | 383 t   | 08800 kW  | –        | (?)      | 3680 kW  | –        |
| Class 373 (Eurostar)           | 300 km/h                 | 794        | 41                | 393,70 m | 2,81 m | 752 t   | 12 240 kW | –        | –        | 5700 kW  | 3400 kW  |
| TGV Duplex                     | 320 km/h                 | 512        | 160               | 200 m    | 2,90 m | 380 t   | 08800 kW  | –        | –        | 3680 kW  | –        |
| Thalys PBKA                    | 320 km/h 4               | 377        | 17                | 200 m    | 2,90 m | 385 t   | 08800 kW  | 4460 kW  | 3680 kW  | 3680 kW  | –        |
| TGV POS                        | 320 km/h                 | 377        | 19                | 200 m    | 2,90 m | 383 t   | 09280 kW  | 6280 kW  | –        | –        | –        |
| TGV 2N2 (Duplex 4. Generation) | 320 km/h                 | 509        | 55 + 40 5         | 200,19 m | 2,90 m | 383 t   | 09280 kW  | 6800 kW  | –        | 3680 kW  | –        |

1 vor bzw. nach Umbau

2 

4 seit 2003

5 Anzahl bestellter Garnituren
Mit dem TGV Iris 320 steht seit 2006 darüber hinaus ein zehnteiliger TGV-Messzug zur Verfügung.

### Generationen

#### TGV Sud-Est

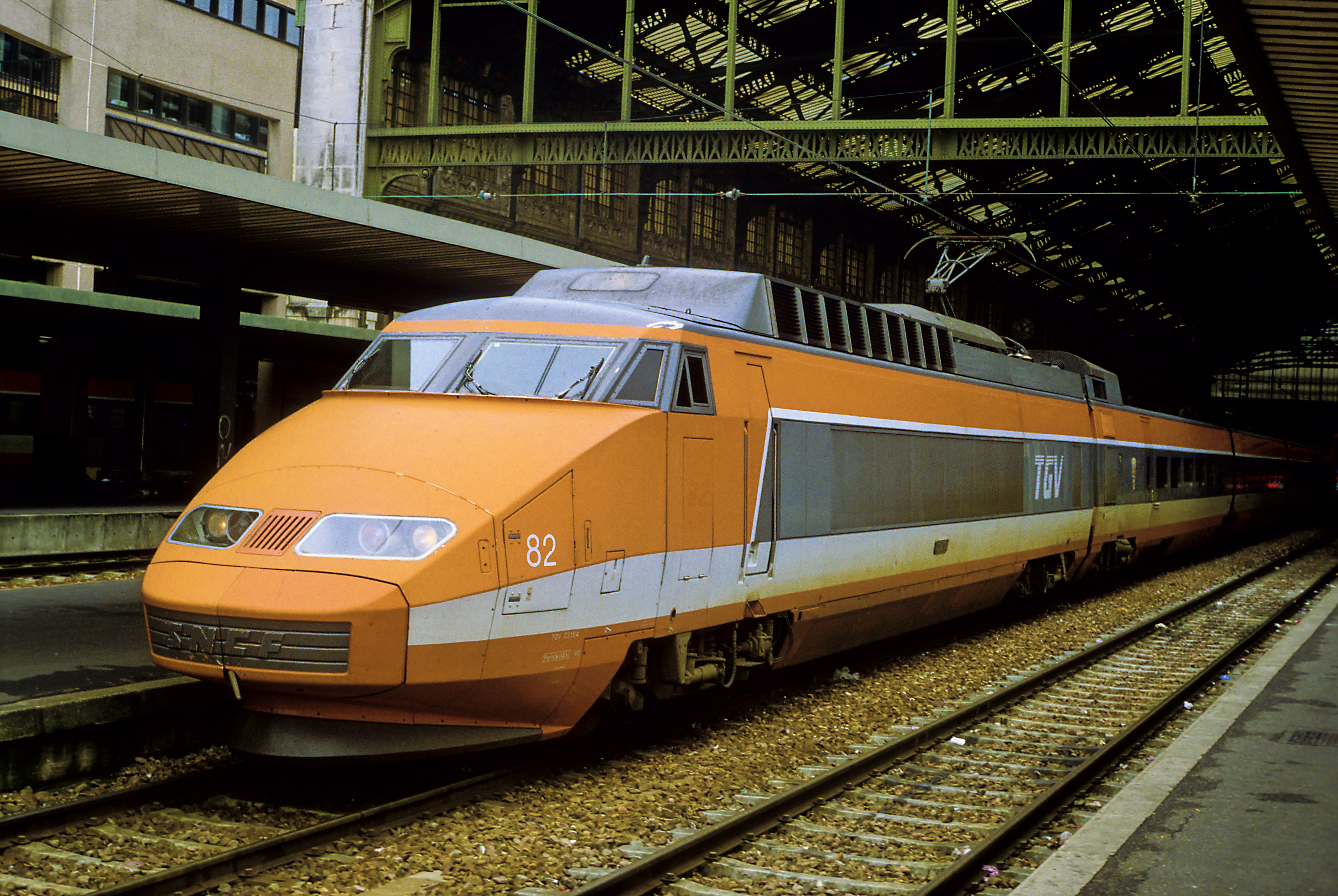
TGV 82 im Pariser Bahnhof Gare de Lyon

Die Fahrzeuge der Bauart TGV Sud-Est (PSE bzw. TGV SE) mit dem ursprünglichen, markanten orangefarbenen Lack sind die ältesten TGV und wurden vor allem auf der Strecke Paris–Lyon eingesetzt. Sie sind für die im französischen Eisenbahnnetz vorhandenen Stromsysteme (25 kV, 50 Hz Wechsel- sowie 1,5 kV Gleichspannung) ausgelegt. Neun der insgesamt 107 Garnituren (TGV 110–118) verfügten über eine Ausrüstung für drei Systeme (zusätzlich 15 kV, 16,7 Hz Wechselspannung) und wurden von der Gesellschaft Lyria im Verkehr zwischen der Schweiz und Frankreich eingesetzt. Sie wurden jedoch bis Februar 2013 durch TGV POS ersetzt und ausgemustert.
Aufgrund der Beteiligung der Schweizerischen Bundesbahnen (SBB) an Lyria gehörten zwei dieser Garnituren (TGV 112 und 114) den SBB, die übrigen sieben der SNCF. Die Lyria-Züge erreichten auf dem Schweizer Schienennetz eine Höchstgeschwindigkeit von 160 km/h. Jeder Zug besteht aus zwei Triebköpfen und acht Mittelwagen, hat eine Gesamtmasse von 385 Tonnen, ist 200 Meter lang und 2,81 Meter breit. Die den Triebköpfen folgenden Drehgestelle des ersten Wagens sind ebenfalls angetrieben. Sie gehören zur Traktionsausrüstung des jeweils benachbarten Triebkopfes. Die Fahrmotoren sind Gleichstrom-Reihenschlussmotoren.
Wegen des Eisenquerschnittes der auf den Betrieb mit 50 Hz ausgelegten Haupttransformatoren war die Antriebsleistung der Triebköpfe bei einer Frequenz von 16,7 Hz deutlich geringer als bei 50 Hz. Diese Einschränkung blieb auch bei den meisten Folgebauarten bestehen.
Der Sitzteiler in den Reihensitzen der zweiten Klasse lag bei Inbetriebnahme bei 850 Millimetern, in den acht Wagen fanden 386 Reisende Platz. 111 Sitzplätze entfielen auf die erste, 275 Sitze auf die zweite Klasse.
Ab 1997 wurden die Züge renoviert. Umgerechnet mehr als drei Millionen Schweizer Franken und rund 12 000 Arbeitsstunden wurden dazu pro Zug aufgewandt. Das Außendesign wurde von Orange auf Silbergrau verändert. Neu eingerichtet wurden unter anderem Abteile in der ersten Klasse sowie für Familien sowie Vis-a-vis-Bereiche in der ersten Klasse. Entfernt wurden unter anderem Telefonzellen, neu eingebaut dafür Steckdosen.
Aus der Umrüstung gingen zwei Varianten hervor:
- Bei einer Variante (65 Triebzüge, darunter neun Züge des Schweiz-Verkehrs) wurde (neben anderen Maßnahmen) der Sitzabstand um 40 mm angehoben, die Rückenlehnen der zweiten Klasse wurden beweglich gestaltet. Die Züge umfassen nach der Umgestaltung 110 Sitzplätze in der ersten und 240 Plätze in der zweiten Klasse. Ihre Höchstgeschwindigkeit liegt teils bei 270 (18 Züge, Zugbeeinflussung TVM 300), teils bei 300 km/h (47 Züge, TVM 430).[42] Zunächst waren 245 Sitzplätze in der zweiten Klasse vorgesehen.[41]
- Eine zweite Variante (42 Triebzüge) wurde für den Langstreckenverkehr zwischen Paris und der Côte d’Azur (über die LGV Méditerranée) hergerichtet. Bei diesen Zügen wurde der Erste-Klasse-Bereich auf 69 Sitzplätze reduziert und in der zweiten Klasse angehoben. Der Sitzabstand der 276 Sitze der zweiten Klasse wurde um 80 Millimeter erhöht sowie Gepäckregale und Steckdosen eingerichtet. Die Züge wurden mit TVM 430 ausgerüstet und für eine Höchstgeschwindigkeit von 300 km/h ertüchtigt.[42]

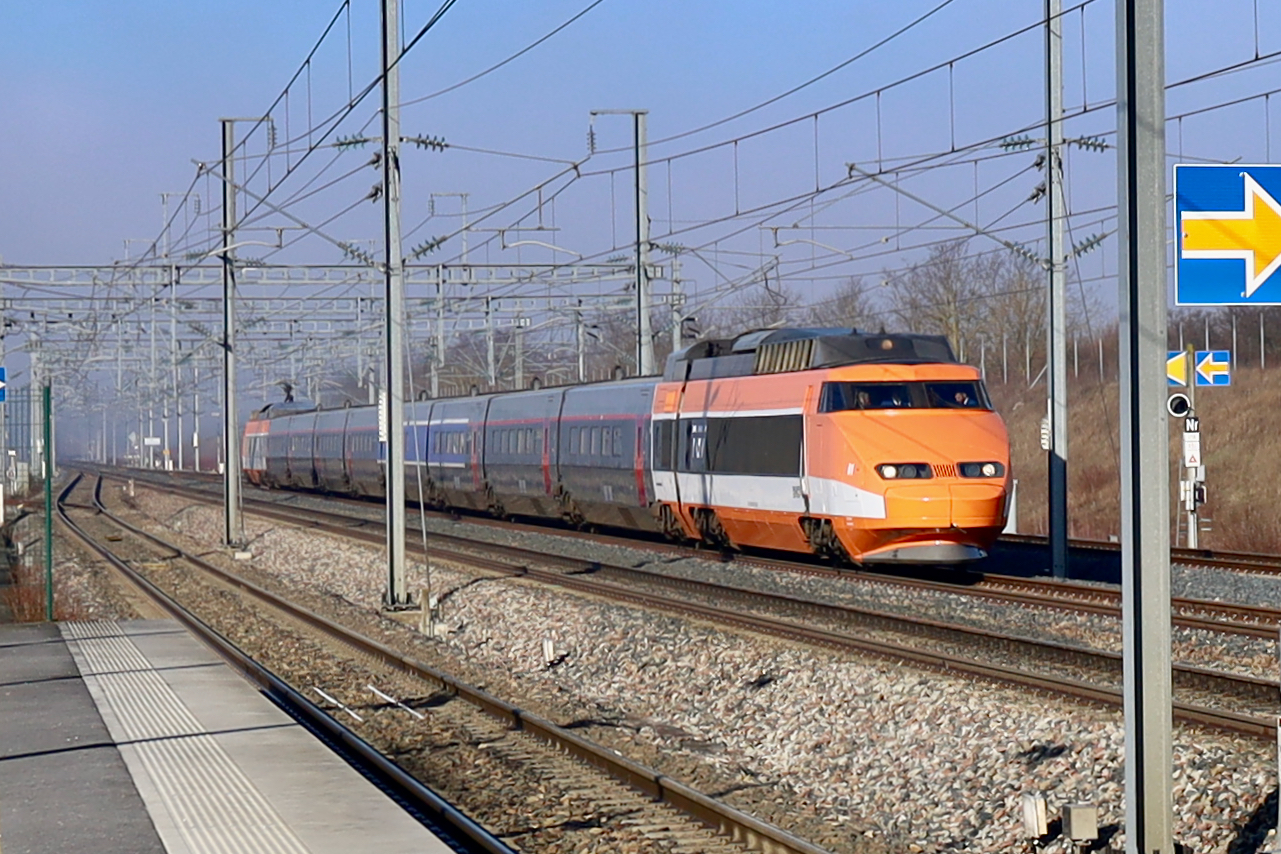
TGV 01 auf Abschiedstournee in drei Lackierungsvarianten

Die Arbeiten wurden im SNCF-Werk Bischheim (bei Straßburg) vorgenommen. Für die Anhebung der Höchstgeschwindigkeit von 270 auf 300 km/h waren Änderungen am Brems- und Kühlsystem erforderlich. Die Umrüstung wurde vor Inbetriebnahme der LGV Méditerranée (2001) abgeschlossen.
Im Jahr 1984 verkehrten erstmals vier TGV-Zugpaare in die Schweiz (Lausanne). Sieben Einheiten waren für den Betrieb in der Alpenrepublik unter 15 Kilovolt sowie 16 2⁄3 Hertz Wechselspannung umgerüstet worden.
Mehrere Triebzüge wurden bis Mitte 2015 für den TGV postal eingesetzt. Ein Triebzug war als Neigetechnik-Erprobungsträger verwendet worden und wurde bis Mitte 2001 umgebaut.
Der planmäßige Einsatz der Triebzüge endete im Dezember 2019. Ende Februar 2020 gehörten noch neun Triebzüge zum Betriebsbestand. Für diese Züge sollen keine Laufpläne mehr aufgestellt werden. Kurzzeitig waren die beiden Triebköpfe des TGV 01, der seit seiner Indienststellung rund 13,5 Millionen Kilometer zurückgelegt hatte, für eine Abschiedstour im ursprünglichen orangen Design lackiert worden. Auch die Mittelwagen bekamen ein Retro-Design, womit der Zug alle drei Lackierungsvarianten seiner aktiven Zeit trug.

#### TGV Atlantique

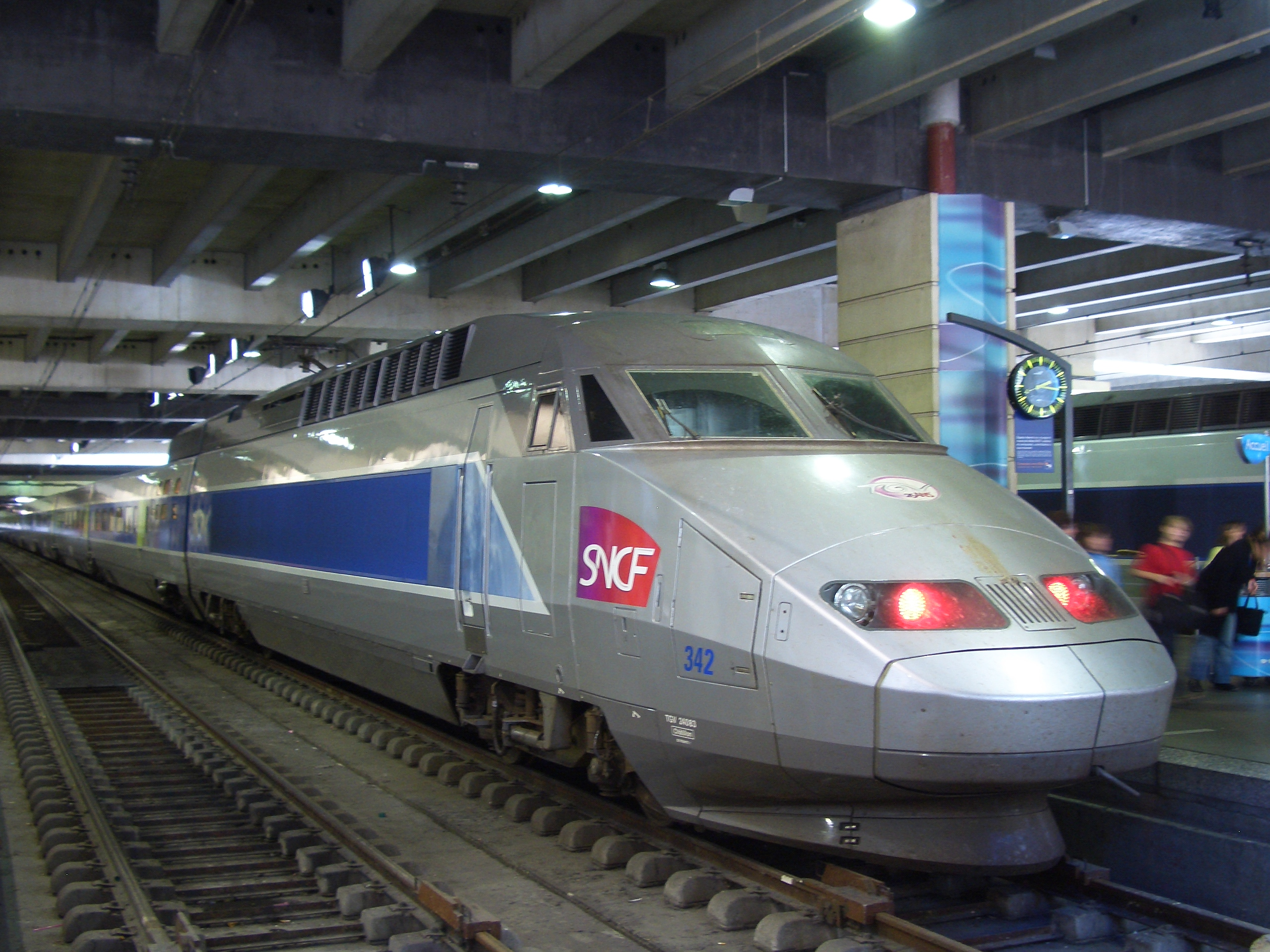
TGV Atlantique im Bahnhof Paris-Montparnasse

Die TGV Atlantique (kurz: TGV A) wurden für die Strecken nach West- und Südwestfrankreich, insbesondere auf der Hochgeschwindigkeitsstrecke LGV Atlantique, in den Jahren 1988 bis 1992 gebaut.
Der Zug wurde in Belfort am 14. April 1988 erstmals der Öffentlichkeit vorgestellt. Zum Preisstand von 1988 kostete jeder Triebzug 73 Millionen Francs, etwa elf Millionen Euro. Am 23. Januar 1989 wurde ein klassisches Zugpaar zwischen Paris und Nantes bzw. Rennes durch einen TGV Atlantique ersetzt, um die Wirkung der Züge auf die Reisenden zu erproben.
Die Züge sind eine Weiterentwicklung des TGV Sud-Est und bestehen, abweichend von allen anderen Versionen des TGV, aus zehn Mittelwagen (drei der ersten, sechs der zweiten Klasse, dazwischen ein Barwagen). Zur Inbetriebnahme standen in jedem Zug unter anderem zwei Familienabteile, ein Spielbereich für Kinder, ein Wickelraum, ein Rollstuhl-Stellplatz, ein WC für Behinderte und drei Telefonzellen zur Verfügung. Service-Nischen in den Wagenübergängen ermöglichen die Zubereitung von vorbereiteten Speisen. Auf Übergangstüren zwischen den luftgefederten Wagen wurde verzichtet.
Die ersten beiden Züge (301 und 302) wurden weiß und blau, alle weiteren silber und blau lackiert. Insgesamt wurden 105 Einheiten mit zwei Stromsystemen (1,5 kV Gleich- und 25 kV Wechselspannung mit 50 Hz) gebaut. Sie sind 237,5 Meter lang und 2,9 Meter breit. Sie haben eine Gesamtmasse von 444 Tonnen und 485 Sitzplätze in zehn Wagen.
Die Antriebstechnik konnte aufgrund der verwendeten Drehstromantriebstechnik mit Synchronmotoren auf je vier (vormals sechs) Fahrmotoren in den Triebköpfen konzentriert, die Leistung von 6,4 auf 8,8 MW sowie die Höchstgeschwindigkeit von 270 auf 300 km/h gesteigert werden. Der Schnellbremsweg aus der Höchstgeschwindigkeit mittels dynamischer und Scheibenbremsen liegt bei 3300 Metern.
Der Sitzabstand in der ersten Klasse lag Anfang der 1990er-Jahre bei 950 Millimetern, in der zweiten Klasse bei 850 Millimetern. Die Sitze der zweiten Klasse waren dabei 450 Millimeter breit.
2005 begann eine Modernisierung der 105 zwischen 1988 und 1992 gebauten Garnituren. Zusammen mit der zeitgleichen Modernisierung von 76 Réseau-Garnituren plante die SNCF, 350 Millionen Euro in das Projekt zu investieren.
Die TGV-Einheit 325 stellte am 18. Mai 1990 mit 515,3 km/h einen Weltrekord für Rad-Schienen-Fahrzeuge auf und überbot damit den alten Weltrekord vom 1. Mai 1988 des InterCityExperimental (ICE V). Für den Test wurde der Triebzug auf drei Mittelwagen und somit etwa 250 Tonnen Masse reduziert. Der Weltrekord des TGV Atlantique hielt fast 17 Jahre bis zum 3. April 2007, als er von einem modifizierten TGV POS mit 574,8 km/h übertroffen wurde.

#### TGV Réseau

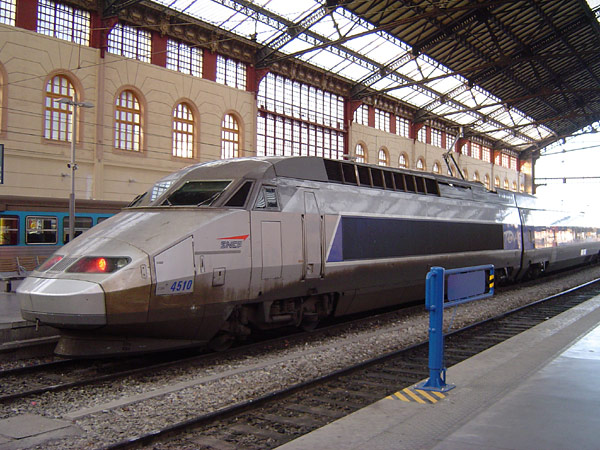
TGV Réseau 4510 in Marseille-Saint-Charles

Die TGV Réseau sind eine Weiterentwicklung der TGV Atlantique und werden, da sie aufgrund ihrer Länge von 200 Metern (mit acht Mittelwagen) auch kürzere Bahnsteige bedienen können, auf dem gesamten Netz eingesetzt. Die Bezeichnung Réseau (französisch für Netz) spiegelt diese universelle Einsetzbarkeit wider. Diese Züge sind in silber-blau gehalten, 2,90 Meter breit und haben eine Gesamtmasse von 383 Tonnen. Erstmals kamen sie mit der Eröffnung der LGV Nord zum Einsatz. Auch die TGV Réseau gibt es in verschiedenen Ausführungen. 50 Zweisystemeinheiten (bicourant) dienen dem innerfranzösischen Verkehr. Des Weiteren wurden 30 Dreisystemeinheiten (tricourant, zusätzlich für 3 Kilovolt Gleichspannung) gebaut, die zum einen für den Verkehr nach Belgien und in die Niederlande dienen, andererseits auch für Fahrten nach Mailand einsetzbar sind.
Die Réseau-Einheit 531 stellte am 26. Mai 2001 bei der sogenannten Opération Sardine einen Langstreckenweltrekord auf.
Nach verschiedenen Studien entschied die SNCF Anfang 2003, für den Betrieb auf der LGV Est européenne 15 Garnituren mit je zwei neuen Triebköpfen auszurüsten. Der entsprechende Auftrag an Alstom wurde mit 188 Millionen Euro beziffert und enthielt eine Option auf 31 weitere Triebköpfe. Die existierenden Triebköpfe sollten demnach mit neuen Doppelstockwagen im innerfranzösischen Verkehr zum Einsatz kommen.
2005 begann die Modernisierung der 78 zwischen 1993 und 1996 beschafften Garnituren. Der erste überarbeitete Zug wurde am 8. September 2005 der Presse vorgestellt. In der zweiten Klasse wurde der Sitzabstand um 70 Millimeter vergrößert.
Nach 22 Betriebsjahren wurden die ersten beiden Einheiten (539 und 551) im Jahr 2015 dauerhaft abgestellt.

#### TGV Duplex

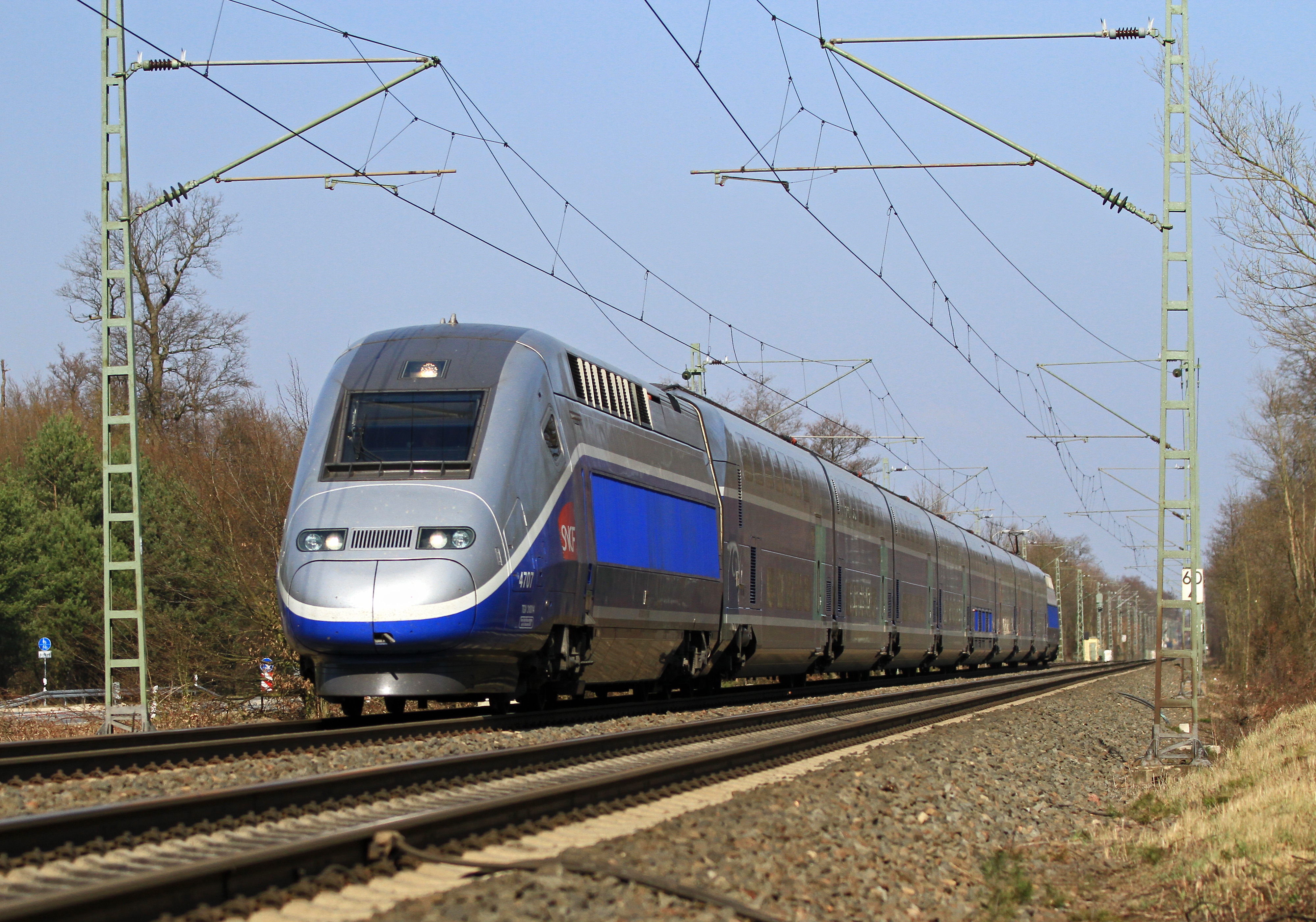
TGV Duplex auf der Premierefahrt von Frankfurt nach Marseille in der Nähe von Mörfelden-Walldorf

Für Strecken mit hoher Auslastung wurden mit den TGV Duplex doppelstöckige TGV entwickelt. Die ersten Einheiten wurden 1996 in Dienst gestellt. Die Züge erwiesen sich als so erfolgreich, dass es bereits mehrere Nachbestellungen gab. Heute werden die TGV Duplex zumeist auf der chronisch überlasteten Strecke von Paris in Richtung Lyon und Marseille eingesetzt. Eine der zukünftigen Lieferungen wird die 15 Garnituren umfassen, die nur aus Wagen bestehen und mit den freiwerdenden Réseau-Triebköpfen gekuppelt werden sollen. Ein Zug dieses Typs hat eine Masse von 386 Tonnen und ist 200 Meter lang. Zwischen den zwei Triebköpfen sind acht Doppelstockwagen eingereiht. Die für beide französischen Stromsysteme geeigneten Züge erreichen eine Leistung von 8800 Kilowatt und haben eine gegenüber ihren Vorgängern leicht erhöhte Höchstgeschwindigkeit von 320 km/h.
Bei der Entwicklung der unter dem Projektnamen TGV 2 N projektierten Züge waren verschiedene Probleme zu lösen. So waren die Wagen insbesondere im Bereich der Drehgestelle grundlegend neu zu konstruieren, um den Fahrgastraum tief genug absenken zu können. Auch musste mittels neuer Konstruktionsmethoden die Masse der Wagen auf die auf französischen Schnellfahrstrecken geltende Höchst-Radsatzlast von 17 Tonnen pro Achse reduziert werden. Unter anderem wurden, gegenüber vorherigen TGV-Generationen, Aluminium und Verbundwerkstoffe statt Stahl eingesetzt. Die SNCF erhoffte sich von dem Konzept um 18 Prozent sinkende Kosten pro Sitzplatz sowie geringere relative Betriebskosten.
Innerhalb der TGV-Duplex-Typen werden verschiedene Triebköpfe verwendet, was zur Unterscheidung mehrerer Duplex-Baureihen oder Generationen führt. Unterschieden werden die nach der ersten Baureihe entwickelten Duplex Réseau, Duplex Dasye und Euroduplex (auch als TGV 2N2 bezeichnet). Von den Euroduplex wurde eine Variante für die marokkanische Staatsbahn ONCF abgeleitet, die auf der Schnellfahrstrecke LGV Tanger–Kenitra im Einsatz ist.

#### TGV POS

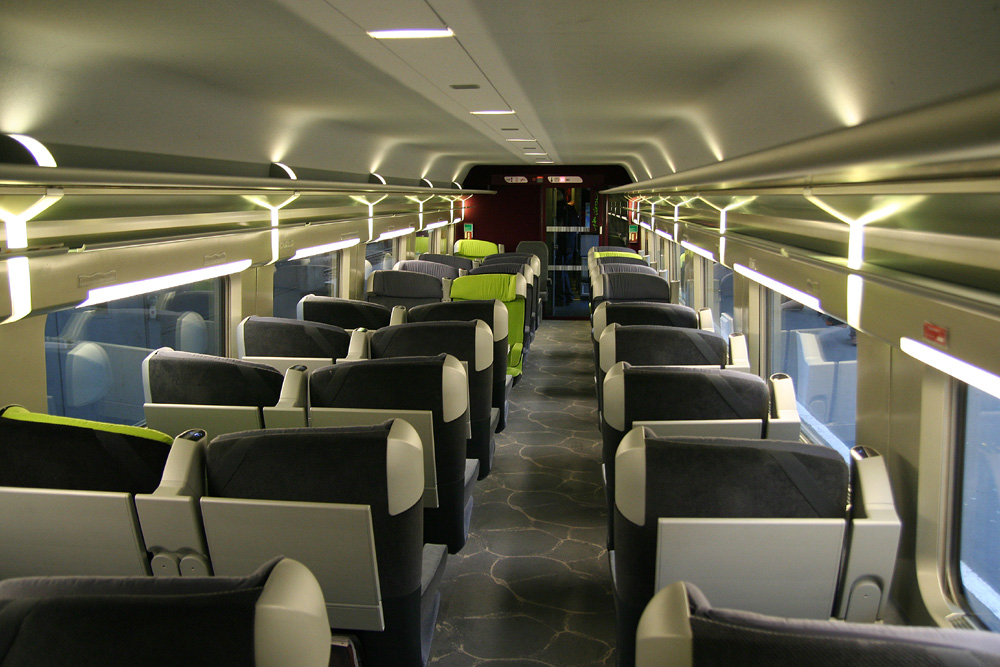
Die erste Klasse im TGV POS

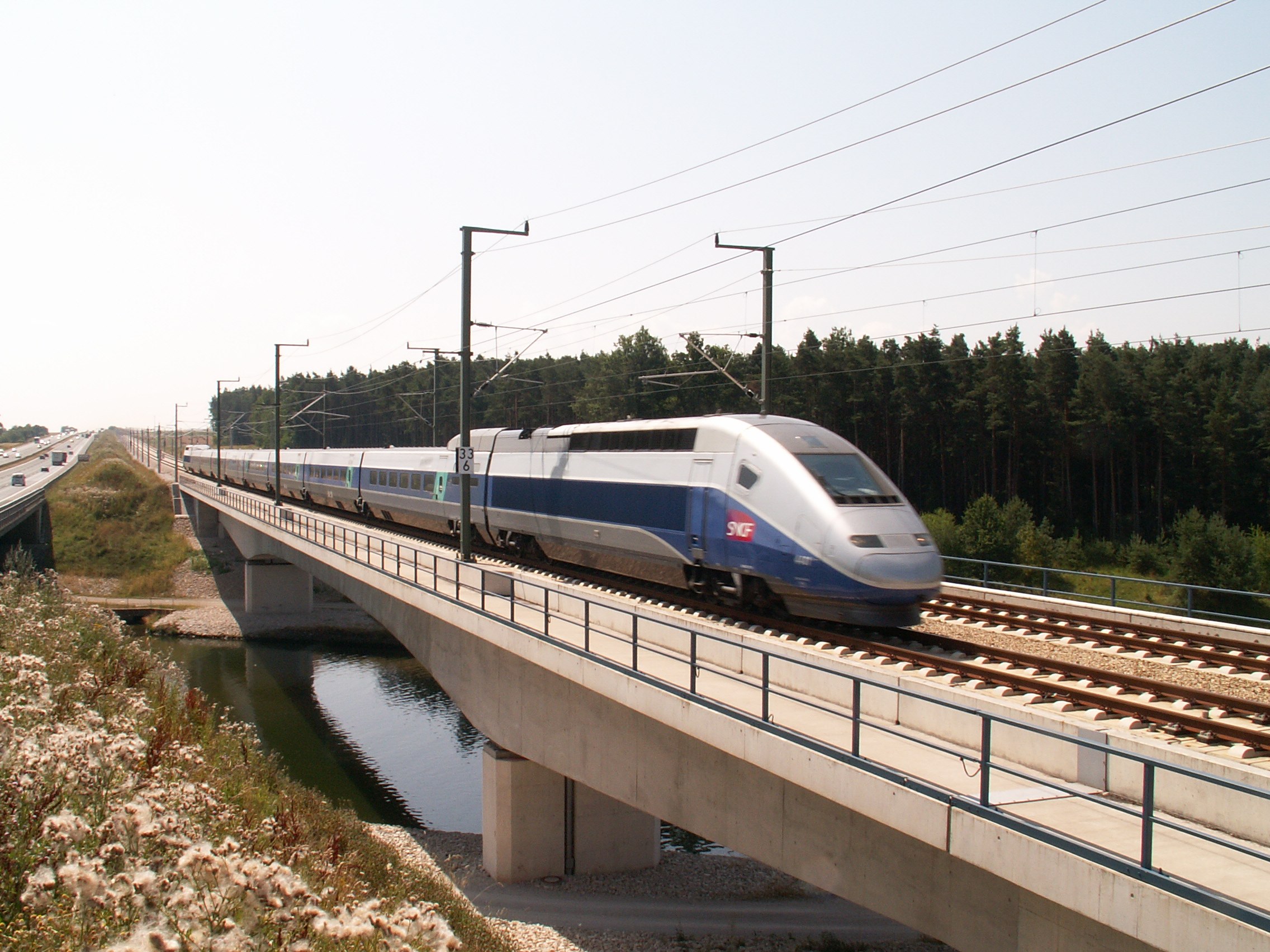
TGV POS auf der Schnellfahrstrecke Nürnberg–Ingolstadt

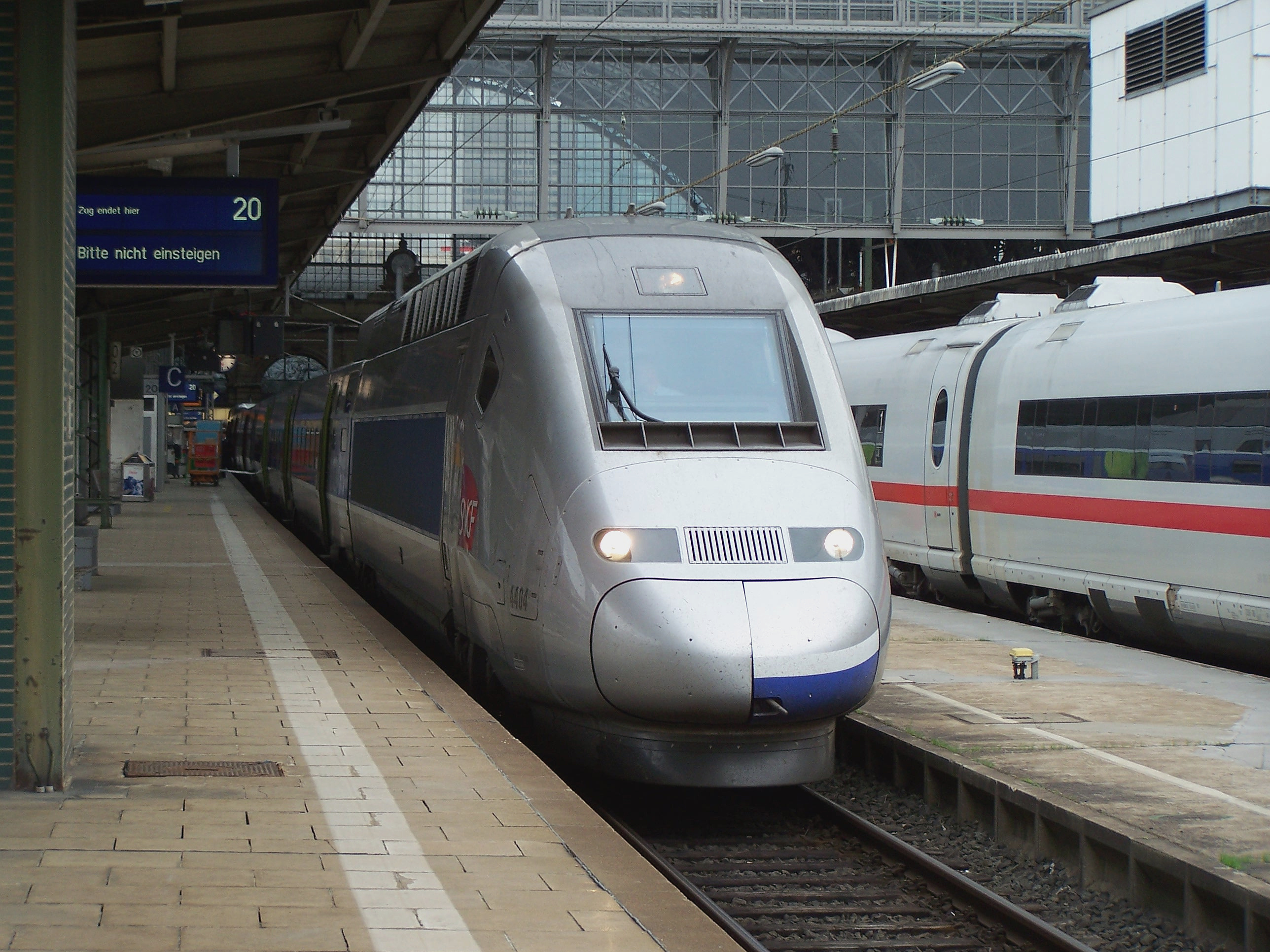
TGV POS Nr. 4404 im Frankfurter Hauptbahnhof

Die TGV POS (Paris–Ostfrankreich–Süddeutschland) wurden technisch aus den TGV-Réseau- und TGV-Duplex-Zügen abgeleitet. Sie verkehrten seit dem 10. Juni 2007 auf der Linie Paris – Straßburg – Karlsruhe – Stuttgart, die zum 9. Dezember 2007 bis München verlängert wurde, sowie Paris – Straßburg – Mülhausen – Basel – Zürich. Seit 2009 wurde außerdem einmal pro Tag die Strecke Paris – Saarbrücken – Mannheim – Frankfurt bedient. Seit Dezember 2012 bis Dezember 2019 gehörten die Züge der TGV Lyria und verkehrten in die Schweiz, den Verkehr nach Deutschland übernahmen Euroduplex-TGV.
Die ersten beiden Triebköpfe wurden 2004 fertiggestellt und ab Juni gleichen Jahres für Testfahrten eingesetzt. Zur Monatsmitte wurden die beiden Triebköpfe mit einer achtteiligen Réseau-Wagengarnitur gekuppelt. Ende Juli 2004 wurde eine aus zwei Triebköpfen und acht Wagen gebildete POS-Einheit für Testfahrten zum Eisenbahnversuchsring Velim in Tschechien überführt. Die TGV-Zulassungsfahrten in Deutschland begannen am 5. Dezember 2005 und wurden Mitte 2006 abgeschlossen. Auf der Schnellfahrstrecke Nürnberg–Ingolstadt fanden im Juli 2006 Hochtastfahrten auf bis zu 330 km/h statt. Um das für das deutsche Streckennetz vorgeschriebene Bremsvermögen zu erreichen, wurde je ein Drehgestell der beiden Triebköpfe sowie der beiden Endwagen mit einer Magnetschienenbremse ausgerüstet. Diese zusätzlichen Bremsen wirken ausschließlich bei Schnellbremsungen im Bereich zwischen 50 und 160 km/h. Zum Einsatz kam dabei die Garnitur 4401. Auch muss das mitgeführte Wasser Trinkwasserqualität haben. Am 31. Mai 2007 erteilte das Eisenbahn-Bundesamt die Zulassung der TGV POS für den kommerziellen Betrieb in Deutschland; am selben Tag erfolgte die Zulassung der ICE 3MF durch die französische Zulassungsbehörde EPSF. Die SNCF hatte DB Systemtechnik mit den Zulassungsfahrten beauftragt.
Zur Betriebsaufnahme der LGV Est im Juni 2007 standen zehn Einheiten mit je 360 Sitzplätzen zur Verfügung. Die Flotte sollte bis 2008 auf 19 Garnituren anwachsen (Stand: Mai 2007). In jedem dieser Züge konnten Stellplätze für vier Fahrräder reserviert werden. Die Züge werden von der Deutschen Bahn intern als Baureihe 475 geführt.
Die beiden Triebköpfe sind durch eine 25-kV-Dachleitung elektrisch miteinander verbunden. Die Triebzüge können in Doppeltraktion verkehren und auch mit Einheiten des TGV Réseau und TGV Duplex gekuppelt werden. Das Zulassungsverfahren für den Betrieb in Doppeltraktion in Deutschland wurde im März 2009 begonnen und 2010 abgeschlossen. Als die Kehler Rheinbrücke wegen Bauarbeiten zwischen dem 28. August und dem 10. Oktober 2010 nicht befahren werden konnte, verkehrten TGV POS der Linien nach Frankfurt und München gemeinsam in Doppeltraktion von Paris über Saarbrücken bis nach Mannheim und wurden dort geteilt (geflügelt).
Im Februar 2011 entschieden die Schweizerischen Bundesbahnen (SBB) und die SNCF, die TGV-POS-Züge an TGV Lyria abzugeben. Bereits 2007 hatten die SBB die TGV-POS-Einheit 4406 erworben und auf den Namen Basel getauft. Seit August 2012 verkehrten die ersten TGV-POS-Züge in einer neuen Lackierung auf der Linie Paris–Lausanne. Alle 19 TGV POS waren seit Dezember 2012 im Besitz von TGV Lyria und verkehrten bis Ende 2019 in die Schweiz. Zum Fahrplanwechsel 2019 wurden die TGV-POS-Garnituren mit je 355 Sitzplätzen abgelöst durch 15 TGV Euroduplex mit je 507 Plätzen, und damit das Platzangebot deutlich erweitert. Die 19 POS-Garnituren kehrten im Dezember 2019 zur SNCF zurück, und wurden innen und außen angepasst für den Einsatz als TGV inOui auf der LGV Nord und der LGV Est.

#### TGV M

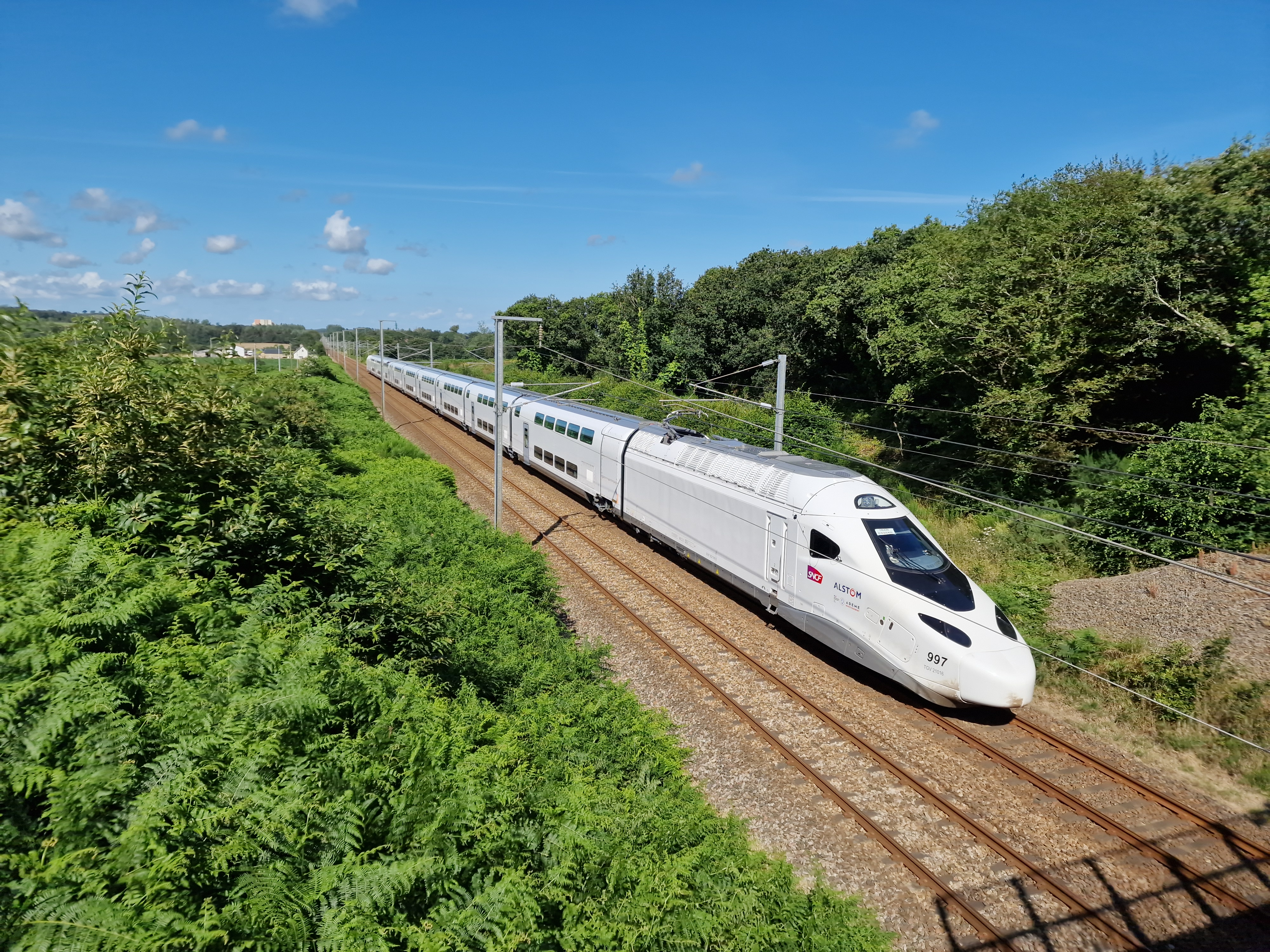
Testfahrt des TGV M auf der Bahnstrecke Paris–Brest bei Plouaret Trégor (2023)

2018 bestellte die SNCF 100 Triebzüge einer neuen Generation, die im Juli 2020 unter dem Namen TGV M (ursprünglich auch als „TGV du futur“ bzw. bei Alstom als „Avelia Horizon“ bezeichnet) dem Publikum vorgestellt wurden. Diese sind eine Weiterentwicklung der TGV Duplex, der mit größerer Anpassungsfähigkeit (mit Zügen aus 7, 8, 9 oder 10 Wagen, bzw. der Möglichkeit, ohne großen Aufwand die Bestuhlung von der ersten zur zweiten Klasse zu wechseln), sowie unter Einsatz neuer Materialien und einer breiten Ausstattung mit Sensoren verspricht, die Kapazität der Züge um bis zu 20 Prozent zu erhöhen und die Betriebskosten zu senken. Ein ursprünglich angedachter Einsatz ab dem Jahr 2023 wurde auf Anfang 2026 verschoben. Ein TGV M soll bis zu 740 Sitzplätze bieten (Vergleich zum aktuellen TGV mit der höchstmöglichen Sitzplatzanzahl: 634).

### TGV-Varianten

#### Eurostar TMST / Class 373

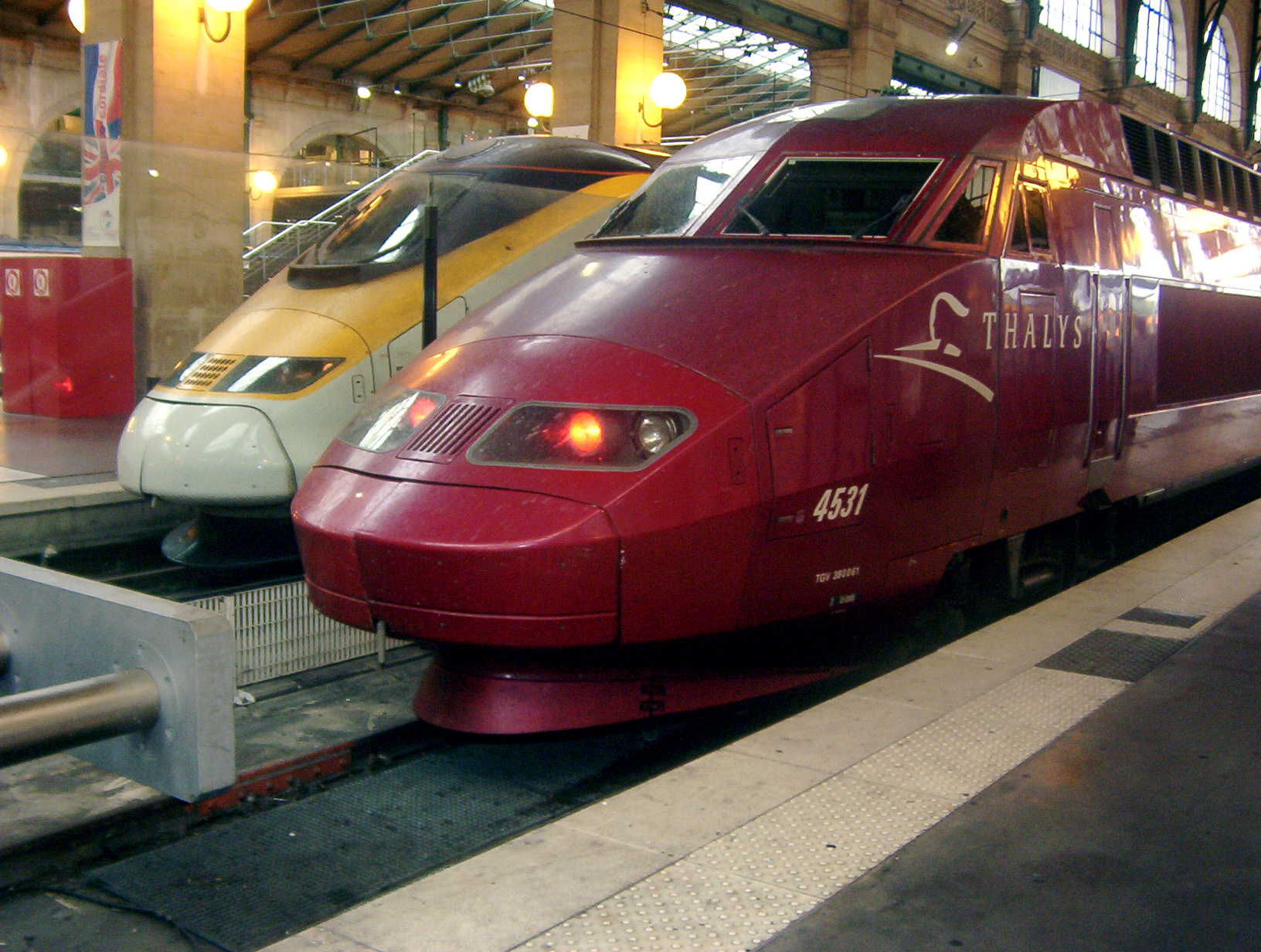
Eurostar TMST und Thalys PBA im Bahnhof Paris-Nord

Eurostar-Züge mit den Bezeichnungen TMST (französisch) bzw. Class 373 (britisch) sind TGV-Abkömmlinge für den Betrieb durch den Eurotunnel. Der größte Unterschied ist das Halbzugkonzept – der Zug muss aus Sicherheitsgründen in zwei separat angetriebenen Hälften aus dem Eurotunnel fahren können. Zur Erhöhung der Reibungsmasse sind wie bei den TGV PSE auch die den Triebköpfen zugewandten Drehgestelle der Endwagen Triebdrehgestelle. Die Züge sind aufgrund des kleineren britischen Lichtraumprofils schmaler, im unteren Bereich eingezogen sowie etwas stromlinienförmiger gestaltet und in gelb-weiß-silber gehalten. Zusätzlich sind sie mit seitlichen Stromabnehmern für die von oben bestrichenen Stromschienen im Streckennetz des englischen Südostens und Klapptrittstufen für den Profilausgleich an den kontinentaleuropäischen Bahnsteigen ausgerüstet. Im Gegensatz zu den meisten europäischen Zügen ist ihr Innenraum in drei statt wie üblich zwei Wagenklassen aufgeteilt (Business/Premier, Leisure, Standard).
Nach dem im Jahr 2015 begonnenen Umbau werden diese Fahrzeuge als Eurostar e300 bezeichnet, während die noch nicht umgebauten Fahrzeuge als Eurostar Original vermarktet wurden, bis sie aus dem Betrieb abgezogen wurden.
Mit Einsatz des neuen Eurostar 320 von Siemens ab 2016 wurden viele der 28 TMST-Garnituren abgestellt, zeitweise aber auch in neuer Lackierung bei der von Thalys betriebenen Low-Cost-Marke Izy zwischen Paris und Brüssel eingesetzt. Insgesamt acht Züge wurden modernisiert.

#### Thalys
Die Marke Thalys steht für internationale Verbindungen zwischen Frankreich, Belgien, den Niederlanden sowie Deutschland. Für diese orderten die Bahngesellschaften SNCF, SNCB, NS und DB leicht modifizierte TGV Réseau, die unter verschiedenen Stromsystemen und Zugbeeinflussungseinrichtungen fahren können. Es gibt zwei Thalys-Typen: Der TGV Thalys PBA (Paris–Brüssel–Amsterdam) kann auf dem französischen, belgischen und niederländischen Netz eingesetzt werden. Der TGV Thalys PBKA (Paris–Brüssel–Köln–Amsterdam) besitzt eine zusätzliche Ausrüstung für das deutsche Netz.

#### RENFE-Baureihe 100

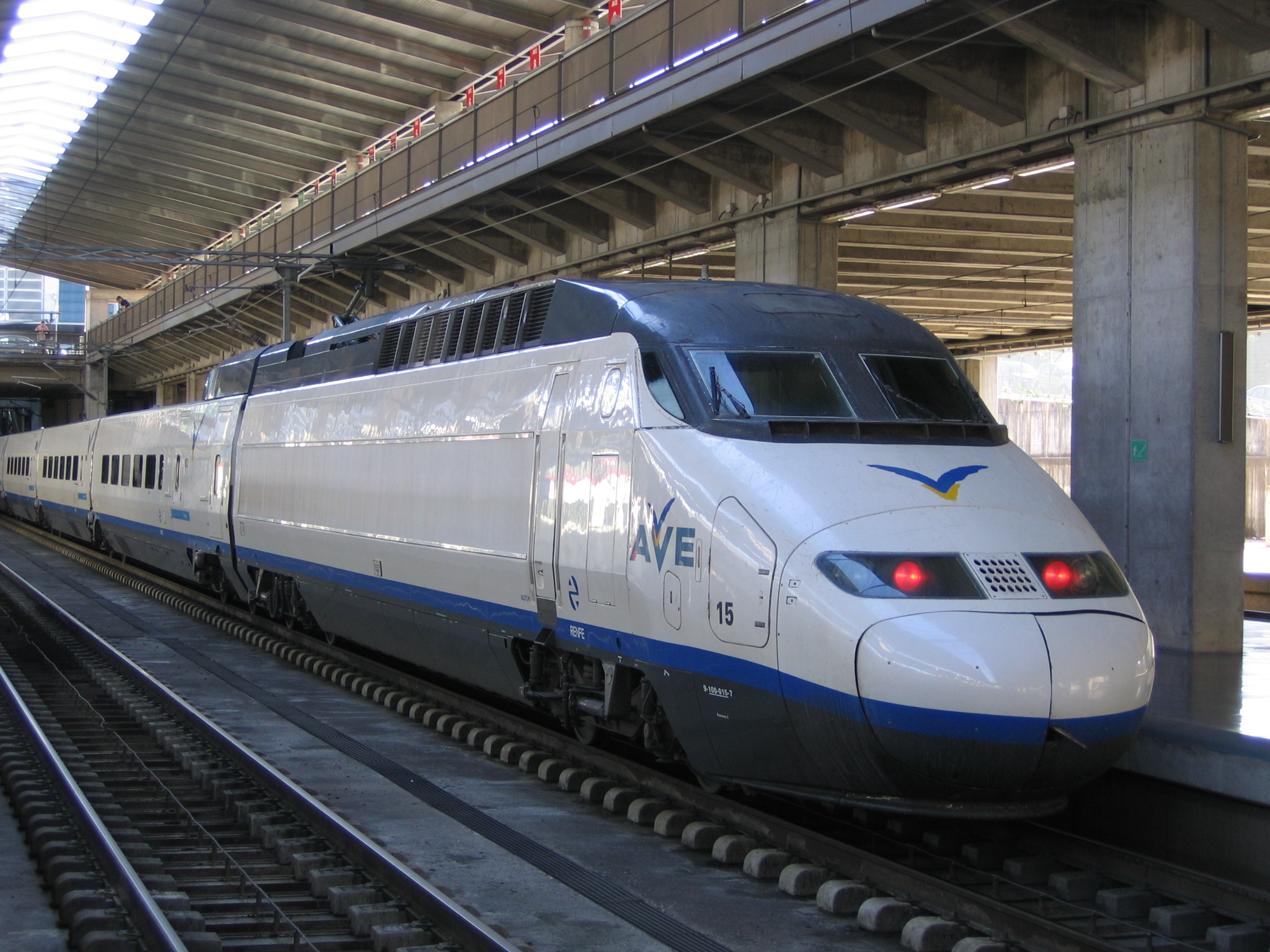
AVE Baureihe 100

Die spanischen AVE-Einheiten der Baureihe 100 basieren auf der Technik der TGV Atlantique. Die spanische Eisenbahn RENFE wünschte aber, dass die Züge einen eigenen Charakter besitzen, und ließ Außen- und Innendesign von einem spanischen Büro überarbeiten.
Die RENFE bestellte zunächst 24 Triebzüge in iberischer Breitspur (1668 mm) und wandelte diese Bestellung später in 18 regel- und 6 breitspurige Einheiten um. Die unter der Reihenbezeichnung 101 eingeordneten Breitspureinheiten wurden bis November 2009 als Zuggattung Euromed eingesetzt und verkehrten mit einer Höchstgeschwindigkeit von 220 km/h im Wesentlichen zwischen Barcelona und Alicante. Die regelspurigen Einheiten verkehren mit einer Höchstgeschwindigkeit von 300 km/h auf der Schnellfahrstrecke Madrid–Sevilla.
Im Zug des weiteren Ausbaues des spanischen Hochgeschwindigkeitsnetzes wurden die Euromed-Einheiten bis 2010 auf Regelspur umgebaut und in die Baureihe 100 eingegliedert.
Für den Einsatz der Züge nach Frankreich mussten Anpassungen an den Stromabnehmern, der Traktionsausrüstung für Gleichspannung und der Zugbeeinflussung vorgenommen werden. Eine für die Reisenden sichtbare Ergänzung sind Platznummern nach spanischem (von mit Zahl für die Reihe und Buchstabe für den Platz von der Luftfahrt abgeleitet) und europäischem System. Seit dem 15. Dezember 2013 verkehren täglich drei Zugpaare nach Lyon, Marseille und Toulouse.
Wegen der einfacheren Integration in die bestehenden Anlagen wurden die Endabschnitte der Schnellfahrstrecke Madrid–Sevilla mehrere Jahre mit 3 Kilovolt Gleichspannung betrieben. Deshalb wurden die Triebzüge als Zweisystemfahrzeuge ausgelegt. Die für den Betrieb in Frankreich ertüchtigten Einheiten sind zusätzlich unter 1,5 kV Gleichspannung einsetzbar und damit dreisystemfähig.

#### Außereuropäische Varianten

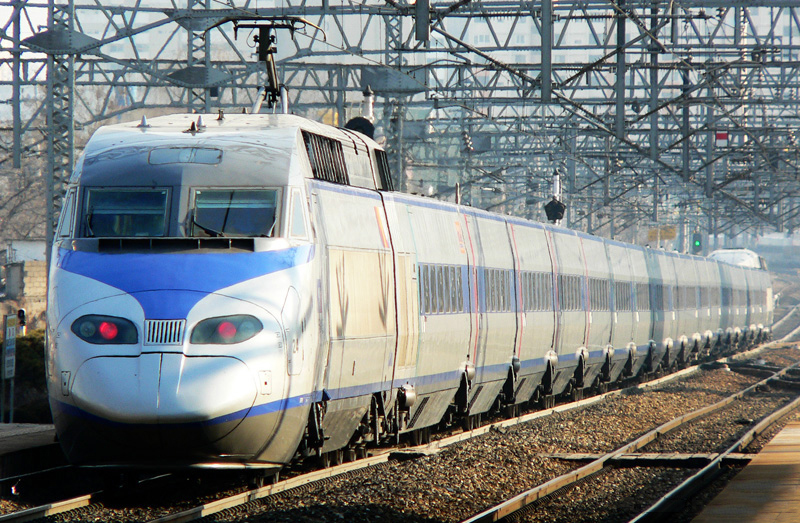
Südkoreanischer KTX I

Die US-amerikanischen Acela Express, Amtraks Hochgeschwindigkeits-Neigezüge, ähneln äußerlich den TGV, basieren aber auf einem kanadischen Neigezug von Bombardier. Die Antriebsausrüstung wurde von den französischen Zügen übernommen. Die Acela wurden in den Vereinigten Staaten gebaut. 20 Züge verkehren auf der Strecke Washington, D.C. – New York City – Boston mit einer Geschwindigkeit von (abschnittsweise) maximal 240 km/h.
Für die erste koreanische Hochgeschwindigkeitsstrecke Seoul – Cheonan – Daegu – Busan wurden die KTX (Korea Train eXpress) ebenfalls aus den TGV Atlantique entwickelt. 46 Einheiten dieser Bauart befahren seit Dezember 2003 die 412 Kilometer lange Strecke.

### Nicht realisierte und eingestellte Sonderformen
Für die im Zuge des Speedrail-Projektes in Australien geplante Hochgeschwindigkeitsstrecke waren neun TGV-Züge mit je acht Wagen vorgesehen. Diese sollten die 300 Kilometer lange Strecke zwischen Sydney und Canberra mit 320 km/h ohne Zwischenhalt in 81 Minuten befahren. Das Projekt wurde Mitte Dezember 2000 aufgegeben.
Im Frühjahr 2000 kündigte das Unternehmen Virgin Rail an, für seine Bewerbung um das Zugangebot auf der East Coast Main Line 55 bis 60 Hochgeschwindigkeitszüge auf TGV-Basis zu beschaffen. Die als Virgins à grande vitesse (VGV) bezeichneten und bis zu 330 km/h schnellen Züge sollten über London hinaus bis Paris, Amsterdam und Köln verkehren.

#### TGV La Poste

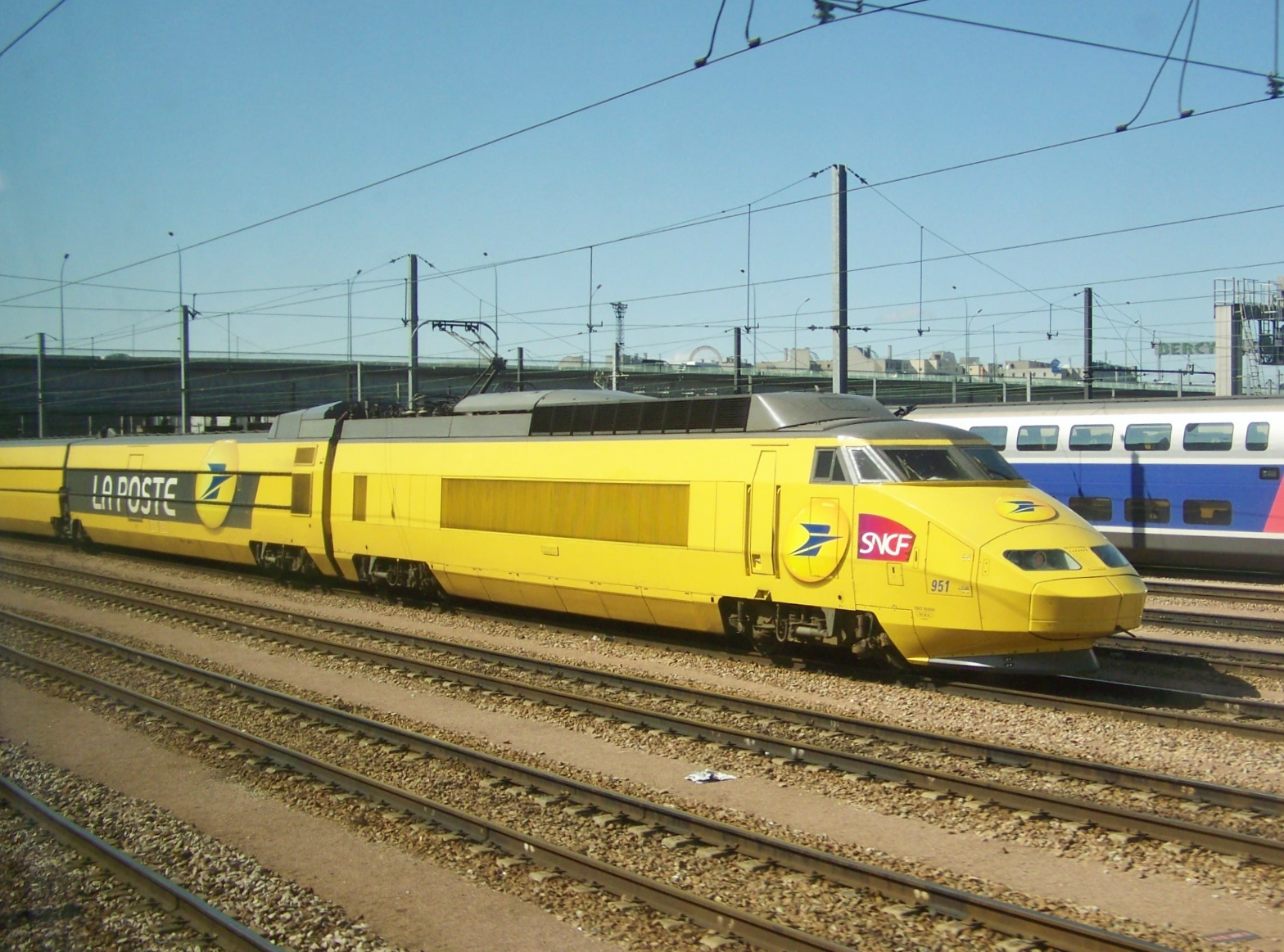
TGV La Poste

Eine Sonderstellung nahmen die gelben Post-TGV ein, die vom 1. Oktober 1984 bis zum 27. Juni 2015 in Betrieb waren. Sie waren technisch mit den TGV Sud-Est identisch, jedoch wurden die Mittelwagen als Post- statt Reisezugwagen ausgebaut. Zuletzt existierten dreieinhalb Post-TGV, die als sieben Halbzüge organisiert waren. Drei Vollzüge (bestehend aus sechs Halbzügen) waren im Einsatz, der siebente Halbzug diente als Reserve. Damit realisierte die französische Post einen schnellen Transport der Sendungen zwischen Paris, Lyon und Marseille. Zu diesem Zweck stand bei Mâcon im Burgund und bei Cavaillon in der Provence je ein Verteilzentrum mit Gleisanschluss zur Verfügung, wo Post- und Briefsendungen per LKW angeliefert und in kleinen Rollwagen in den bereitstehenden Post-TGV umgeladen wurden.
Ihre hohe Geschwindigkeit und großen Nutzlasten (fast 90 Tonnen gegenüber rund 15 Tonnen bei einem Transportflugzeug vom Typ Transall C-160) hatte ähnlich wie beim Reiseverkehr auch zu einer Reduzierung des Güterverkehrs in der Luft und auf der Straße beigetragen. So wurden z. B. seit 1984 auf der Strecke Paris–Lyon keine Transall-Maschinen mehr von der französischen Post eingesetzt, da die Post-TGV diese Strecke schneller, wirtschaftlicher und umweltfreundlicher bedienten. Die Nutzung der TGV postaux wurde im Jahre 2015 eingestellt.

#### TGV Pendulaire
Es gab einen Prototyp eines TGV mit Neigetechnik, den TGV Pendulaire. Er entstand 1998 durch den Umbau eines herkömmlichen TGV Sud-Est. Nach zahlreichen Versuchsfahrten wurde das Projekt jedoch wieder eingestellt und der Prototyp wieder zurückgebaut.
Ende 2000 hatten die SNCF den Umbau von TGV Atlantique zu TGV Pendulaire erwogen. Ursprüngliche Pläne, eine neue TGV-Generation mit Neigetechnik zu beschaffen, waren bereits zuvor verworfen worden.

## Geschwindigkeitsrekorde
Am 8. Dezember 1972 erreichte der Gasturbinenzug TGV 001 eine Geschwindigkeit von 318 km/h und stellte damit einen Weltrekord für thermisch angetriebene Eisenbahnfahrzeuge auf.
Am 26. Februar 1981 erreichte die TGV-Einheit PSE 16 auf der Schnellfahrstrecke Paris–Lyon 380 km/h und brach damit den seit 1955 bestehenden, ebenfalls französischen Weltrekord von 331 km/h. Die 400 km/h-Grenze wurde sodann erstmals von einem deutschen ICE überschritten, doch bereits am 5. Dezember 1989 übernahm der „TGV-Atlantique“-Triebzug Nr. 325 mit 482,4 km/h die Führung, um diese am 18. Mai 1990 auf 515,3 km/h auszubauen.
Auf der „LGV Est européenne“ wurden bei inoffiziellen (nicht homologierten) Rekordfahrten am 13. Februar 2007 554,2 km/h und am 20. Februar 557,4 km/h erreicht.

### Weltrekordfahrt vom 3. April 2007

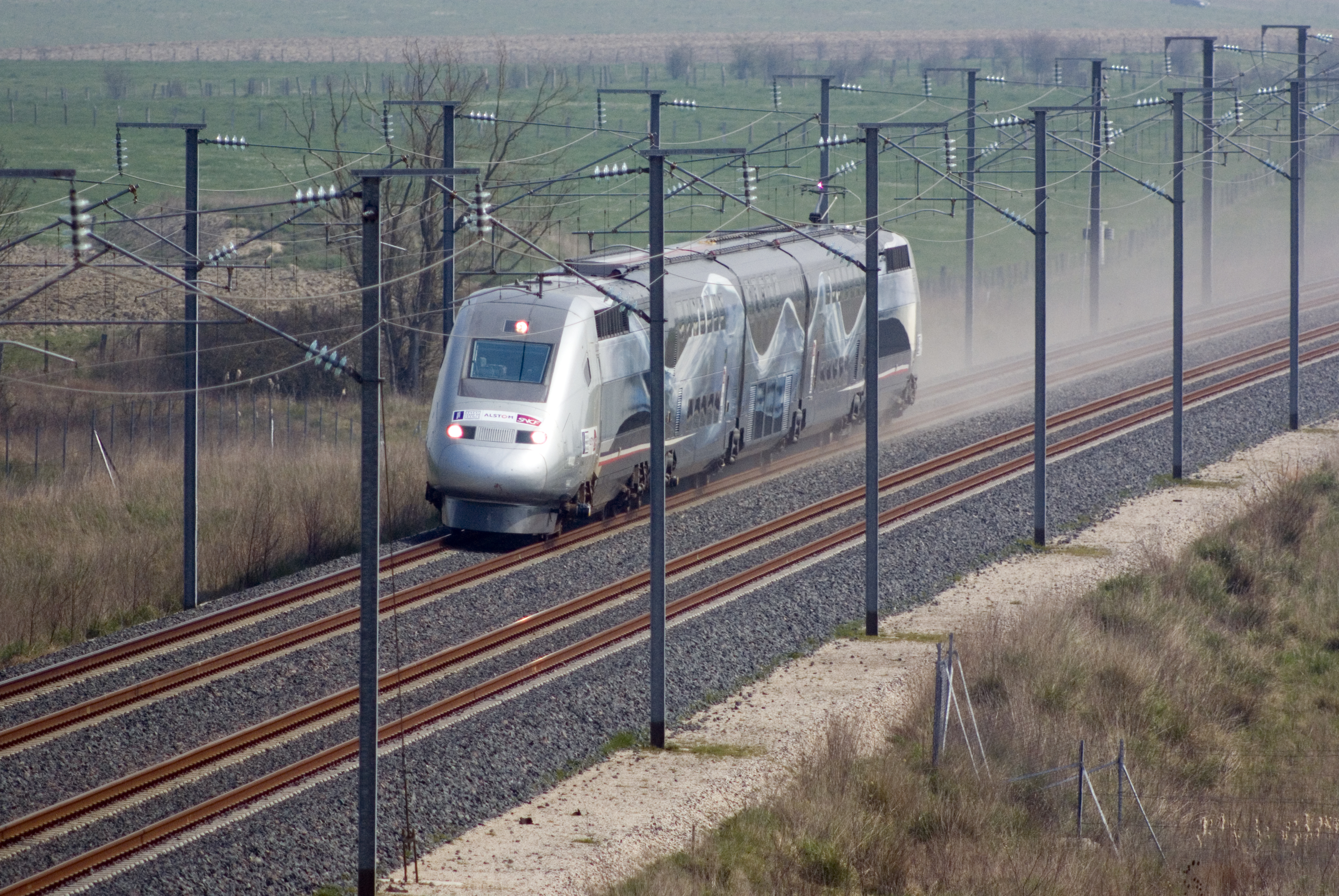
Der Zug während der Rekordfahrt, unterwegs mit rund 574 km/h

Am 3. April 2007 fand auf dem nördlichen Gleis der LGV Est européenne mit dem V150 zwischen den Bahnhöfen Meuse TGV und Champagne-Ardenne TGV eine Weltrekordfahrt statt.
Der speziell für die Rekordfahrt zusammengestellte Zug erreichte eine Geschwindigkeit von 574,79 km/h.

### Langstreckenrekord
In einer Rekordfahrt vom 26. Mai 2001 legte die Réseau-Einheit 531 die 1067,2 Streckenkilometer zwischen Calais und Marseille in 3 Stunden und 29 Minuten mit einer Durchschnittsgeschwindigkeit von 306,37 km/h zurück.

## Zwischenfälle
Die TGV gelten als ausgesprochen sicheres Verkehrsmittel. Inzwischen beläuft sich die Anzahl der Toten auf 16. Von der Betriebsaufnahme im Jahr 1981 bis Oktober 2015 gab es keinen einzigen Unfall mit Todesfolge, der auf den Betrieb auf Schnellfahrstrecken (Neubaustrecken) zurückzuführen ist. Allerdings entgleisten in drei Fällen einzelne Wagen, was einige leicht Verletzte zur Folge hatte.
Die schwerwiegenderen Unfälle geschahen bis dahin allesamt auf bereits bestehenden Altbaustrecken, verursacht durch Kollisionen mit Fahrzeugen auf Bahnübergängen sowie in einem Fall durch einen Schienenbruch. Als Folge dieser Unfälle wurden sämtliche niveaugleichen Bahnübergänge auf der Strecke Tours–Bordeaux aufgehoben, weitere Altbaustrecken, auf denen TGV-Züge verkehren, sollen folgen.

### Neubaustrecken
- Am 14. Dezember 1992 entgleiste im Bahnhof Mâcon-Loché TGV ein TGV von Annecy nach Paris bei einer Geschwindigkeit von 270 km/h. Nach einem vorhergehenden Nothalt blieb ein Radsatz blockiert, beim Überfahren einer Weiche im Bahnhof entgleiste das betroffene Drehgestell. Reisende im Zug wurden nicht verletzt, allerdings erlitten 25 Personen, die am Bahnsteig auf einen anderen TGV warteten, leichte Verletzungen durch herumfliegenden Schotter.
- Am 21. Dezember 1993 entgleiste ein von Valenciennes nach Paris fahrender TGV bei einer Geschwindigkeit von 294 km/h in der Nähe von Ablaincourt-Pressoir. Die vier letzten Wagen und der Triebkopf entgleisten, wobei zwei Reisende verletzt wurden. Durch Regen hatte sich ein aus der Zeit des Ersten Weltkriegs stammender Hohlraum unter den Gleisen geöffnet, der beim Bau der Strecke unentdeckt geblieben war.[83][84]
- Am 5. Juni 2000 entgleiste ein Eurostar mit 290 km/h in der Nähe der Abzweigung von Croisilles bei Arras. Vier von 24 Drehgestellen sprangen aus den Gleisen, etwa zehn der 501 Fahrgäste erlitten leichte Verletzungen.[85][86]
- Am 14. November 2015 ereignete sich mit dem Eisenbahnunfall von Eckwersheim der erste Unfall mit Todesopfern (11) eines TGV auf einer Hochgeschwindigkeitsneubaustrecke, allerdings bei einer Messfahrt und damit nicht im Regelbetrieb. Bei dieser Testfahrt waren die üblichen Sicherheitssysteme teilweise abgeschaltet.[87]
- Am 5. März 2020 entgleiste ein TGV, der auf dem Weg von Colmar über Straßburg nach Paris fuhr, in der Nähe der elsässischen Gemeinde Ingenheim. Er war mit einer Geschwindigkeit von 284 km/h unterwegs, als er um 7.32 Uhr auf eine abgerutschte Böschung traf. Nach Angaben der SNCF entgleisten der führende Triebkopf sowie die vier ersten Wagen. Von 307 Fahrgästen wurden 21 verletzt, wovon 4 in Krankenhäuser gebracht wurden. Darunter war der am Rücken verletzte Lokführer, der noch eine Notbremsung vollzogen hatte.[88][89][90]

### Altstrecken
- Am 31. Dezember 1983 explodierte bei Tain-l’Hermitage im TGV von Marseille nach Paris eine Bombe. Bei diesem Zugattentat, für das der Terrorist Ilich Ramírez Sánchez („Carlos“) die Verantwortung übernahm, gab es zwei Tote.
- Am 28. September 1988 kollidierte ein TGV von Grenoble nach Paris bei Voiron (Isère) mit einem 80-Tonnen-LKW, der auf einem Bahnübergang steckengeblieben war. Die zuständige Behörde hatte keine Erlaubnis für die Benutzung des Bahnübergangs durch den überschweren LKW erteilt. Der Lokführer und ein Reisender starben, 25 weitere Personen wurden verletzt.
- Wegen eines Bremsdefekts rollte am 4. Januar 1991 ein führerloser Zug aus dem Depot in Châtillon, er wurde auf ein unbenutztes Gleis geleitet und kollidierte bei 60 km/h mit einer Autoverladerampe im Bahnhof Paris-Vaugirard. Es gab keine Verletzten, doch am vorderen Triebkopf und an den folgenden zwei Wagen entstand erheblicher Sachschaden.
- Am 25. September 1997 kollidierte ein TGV von Paris nach Dünkirchen, mit einer Geschwindigkeit von 130 km/h, mit einer Straßenwalze, die auf einem Bahnübergang bei Bergues zurückgelassen worden war. Der Triebkopf überdrehte sich und rutschte die Böschung hinab, die zwei vordersten Wagen entgleisten. Der Unfall forderte sieben Verletzte.
- Am 31. Oktober 2001 entgleiste ein TGV nach Verlassen des Bahnhofs von Dax, bei Biarritz. Der hintere Triebkopf kippte um, zehn Wagen gerieten in Schräglage. Fünf von 422 Fahrgästen wurden verletzt. Es war das erste TGV-Unglück, bei dem ein Triebkopf umkippte.[91]
- Mitte November 2002 entgleiste ein TGV Sud-Est zwischen Lyon und Grenoble, nachdem Gleise durch eine Schlammlawine verschüttet worden waren; verletzt wurde niemand.[92]
- Am 30. Januar 2003 stieß ein 106 km/h schneller TGV von Dünkirchen nach Paris bei Esquelbecq auf einen Lastwagen, der auf einem Bahnübergang steckengeblieben war. Dabei wurde der Triebfahrzeugführer leicht verletzt.
- Am 19. Dezember 2007 stieß ein mit rund 100 km/h fahrender TGV von Paris nach Genf nahe der Stadt Tossiat mit einem Lkw zusammen, der auf einem Bahnübergang stehengeblieben war. Dabei wurde der Lkw-Fahrer getötet und 35 Insassen des TGV verletzt, darunter der Lokführer.
- Am 17. Juli 2014 fuhr ein Regionalexpress auf einen TGV bei Denguin, 15 km westlich von Pau, im Südwesten Frankreichs, auf. Dabei wurden 25 Reisende verletzt, vier davon schwer.[93]
- Am 2. August 2015 brannte ein Renfe-Triebkopf bei Lunel aus.[94]

## TGV als Gegenstand der Verkehrspolitik

### Proteste gegen den TGV
Die ersten Proteste aus Umweltschutzgründen gegen eine französische Hochgeschwindigkeitsstrecke gab es im Mai 1990 während der Planungsphase der LGV Méditerranée. Demonstranten nannten die Strecke unnötig; man könne stattdessen die vorhandenen Strecken nutzen, die Lyon und Marseille verbinden.
Die LGV Lyon–Turin, die den TGV mit dem italienischen Hochgeschwindigkeitsnetz verbinden soll, war seit 2005 Gegenstand von Protesten in Italien. Während sich die meisten italienischen Parteien beim Bau der Linie einig sind (Stand 2005), sind die Einwohner der Anliegergemeinden vehement dagegen. Ihre Besorgnisse beziehen sich darauf, dass beim Bau der Strecke asbest- oder uranhaltiges Ausbruchsmaterial gefördert werden könnte. Diese Gesundheitsrisiken könnten durch den Einsatz von teureren Techniken vermieden werden.

### Preiswettbewerb gegenüber dem Luftverkehr

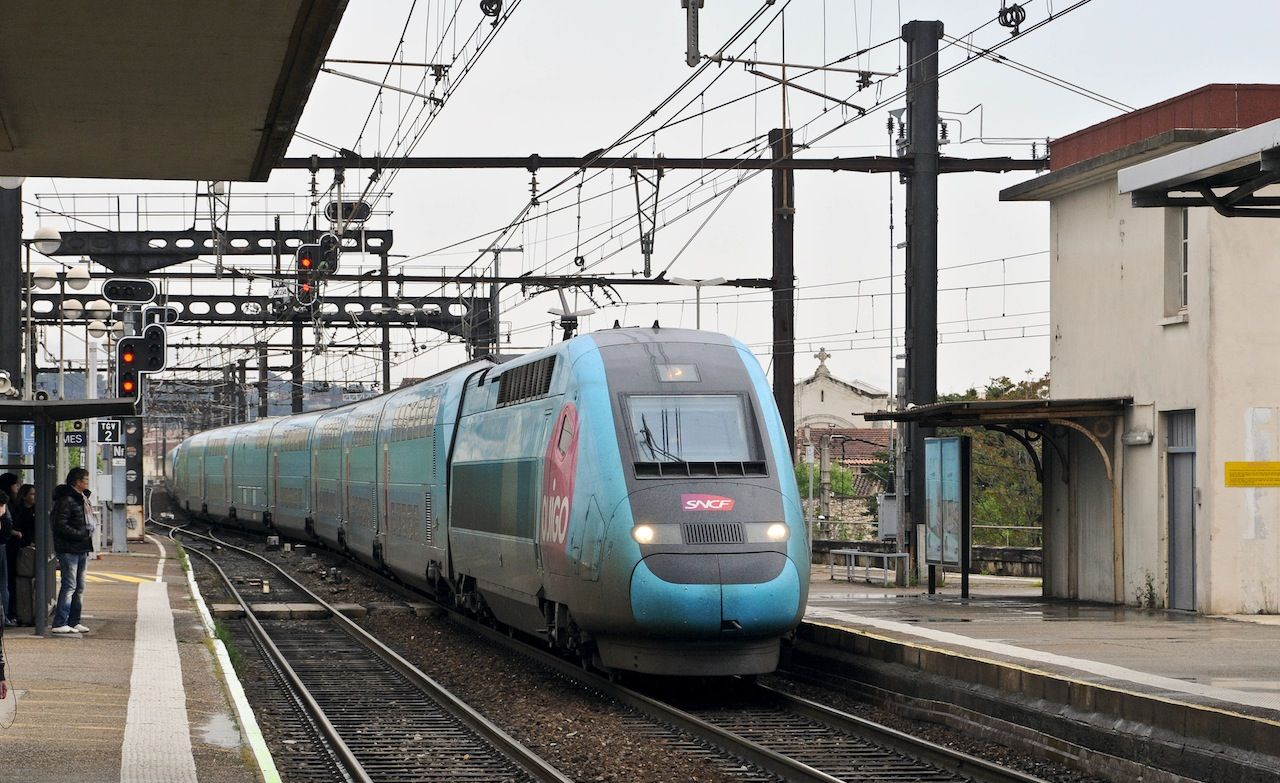
TGV Duplex in der Farbgebung „Ouigo“

Nachdem Billigfluggesellschaften auf der Verbindung nach Südfrankreich mit Preisen unter 100 Euro die variablen Angebote in den TGV-Zügen vielfach unterboten und die Fahrgastzahlen auf den entsprechenden TGV-Strecken zurückgingen, konzipierte die SNCF neue Angebote. Seit 2004 über die Tochter iDTGV, die Sondertarife über das Internet vertreibt und seit dem April 2013 mit dem Low-Cost-TGV „Ouigo“ mit Fahrkartenpreisen ab zehn Euro für Erwachsene und fünf Euro für Kinder unter zwölf Jahren. Er verbindet den Bahnhof Marne-la-Vallée – Chessy in der Gemeinde Chessy (östlich von Paris) über Lyon mit Südfrankreich. Endpunkte sind die TGV-Bahnhöfe in Marseille und Montpellier.

### Gutachten des französischen Rechnungshofes 2014
Der französische Rechnungshof (Cour des Comptes) hat am 23. Oktober 2014 ein umfangreiches kritisches Gutachten veröffentlicht. Wegen der politisch gewollten Anbindung von insgesamt 230 Städten an das TGV-Netz fielen hohe Investitionen von etwa 30 Millionen Euro je Schienenkilometer an. Zugleich wurden zu viele Kompromisse bei der Streckenführung eingegangen: Entweder die modernen Stationen entstanden fern der regionalen Zentren mit negativen Konsequenzen für die Auslastung, oder der TGV wurde (wie zum großen Teil der deutsche ICE) auf das klassische Schienennetz umgeleitet. Immerhin 40 Prozent der Züge fahren laut Rechnungshof nicht mit der Höchstgeschwindigkeit von 320 km/h. So wuchs die Konkurrenz von Flugzeug, Bus und Mitfahrgelegenheiten. Durch die geringe Auslastung sank die Rendite erheblich.

## Trivia

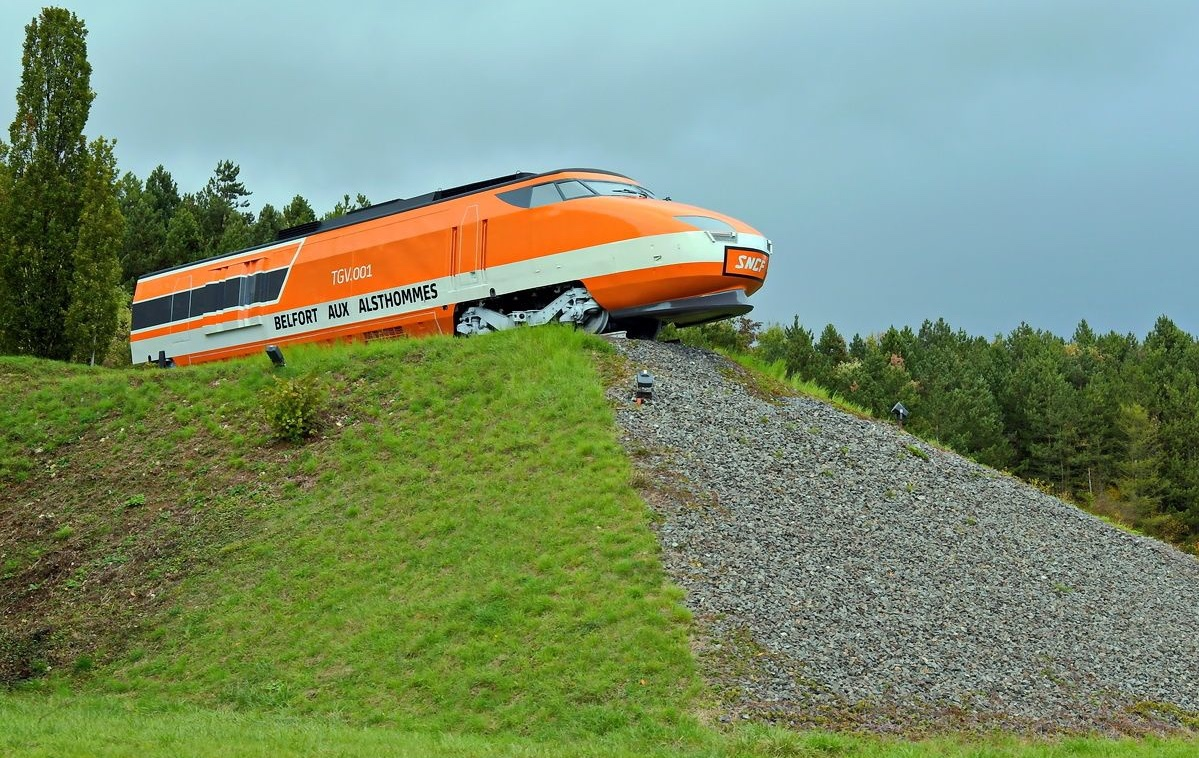
TGV-Triebkopf an der A 36, Ausfahrt Belfort – Glacis du Château

- In dem 1983 gedrehten französischen Spielfilm Der Außenseiter (Le Marginal) von dem Regisseur Jacques Deray wird im Intro eine Fahrt von Jean-Paul Belmondo mit dem TGV von Paris nach Marseille zwei Minuten lang gezeigt. Die Fahrt wurde auf einer erst kurze Zeit zuvor für den TGV gebauten Hochgeschwindigkeitsstrecke absolviert.
- Im 2007 veröffentlichten Roadmovie Mr. Bean macht Ferien unternimmt Rowan Atkinson als Mr. Bean eine Reise im TGV von Paris nach Cannes. Die Zugfahrt endet jedoch nach einem weiteren Zwischenstopp in Avignon.
- Ein Triebkopf des Gasturbinen-TGV 001 wurde an der Ausfahrt Bischheim an der französischen Autobahn A 4 als Denkmal auf ein symbolisches Gleisstück gestellt, der andere an der Ausfahrt Belfort-Glacis du Château an der französischen Autobahn A 36.[100]